# Czarna Pantera (film 2018)
Czarna Pantera (oryg. Black Panther) – amerykański fantastycznonaukowy film akcji z 2018 roku na podstawie serii komiksów o superbohaterze o tym samym pseudonimie wydawnictwa Marvel Comics. Za reżyserię odpowiadał Ryan Coogler, który napisał scenariusz wspólnie z Joem Robertem Cole’em. Tytułową rolę zagrał Chadwick Boseman, a obok niego w głównych rolach wystąpili: Michael B. Jordan, Lupita Nyong’o, Danai Gurira, Martin Freeman, Daniel Kaluuya, Letitia Wright, Winston Duke, Angela Bassett, Forest Whitaker i Andy Serkis.
Po wydarzeniach przedstawionych w filmie Kapitan Ameryka: Wojna bohaterów, główny bohater, T’Challa, powraca do Wakandy, by objąć tron po śmierci ojca. Jego władza zostaje zakwestionowana, co doprowadza do międzynarodowego konfliktu.
Czarna Pantera wchodzi w skład III Fazy Filmowego Uniwersum Marvela. Jest to osiemnasty film należący do tej franczyzy i tworzy on jej pierwszy rozdział zatytułowany Saga Nieskończoności. Jego kontynuacja, Czarna Pantera: Wakanda w moim sercu, miała premierę w 2022 roku. W przygotowaniu jest również serial dla Disney+, którego fabuła będzie rozgrywać się w Wakandzie.
Światowa premiera filmu miała miejsce 29 stycznia 2018 roku w Los Angeles. W Polsce zadebiutował on 14 lutego tego samego roku. Przy budżecie 200 milionów dolarów Czarna Pantera zarobiła prawie 1,35 miliarda dolarów. Film otrzymał również pozytywne oceny od krytyków.

## Streszczenie fabuły
W pradawnych czasach pięć afrykańskich plemion walczyło o meteoryt zawierający metal vibranium. Jeden z wojowników postanowił zażyć ziele w kształcie serca, które zostało poddane działaniu tego metalu, dzięki czemu zyskał nadludzkie zdolności i stał się pierwszą „Czarną Panterą”. Udało mu się zjednoczyć wszystkie plemiona prócz Jabari i stworzyć królestwo Wakandy, które później wykorzystywało vibranium do rozwijania zaawansowanej technologii. Królestwo to jednocześnie izolowało się od reszty świata, udając kraj Trzeciego Świata.
W 1992 roku król Wakandy, T’Chaka, przylatuje do swojego brata, N’Jobu, pracującego pod przykrywką w Oakland, i oskarża go o pomoc Ulyssesowi Klaue, handlarzowi bronią na czarnym rynku, w kradzieży vibranium z Wakandy. Współpracownik N’Jobu, James, ujawnia, że w rzeczywistości ma na imię Zuri i działa, również tajnie, dla Wakandy. Potwierdza podejrzenia T’Chaki.
Współcześnie, po śmierci T’Chaki, jego syn T’Challa powraca do Wakandy, by objąć tron. On i Okoye, przywódczyni Dora Milaje, przerywają tajną misję byłej ukochanej T’Challi, Nakii, aby mogła ona uczestniczyć w ceremonii koronacyjnej T’Challi razem z jego matką Ramondą i młodszą siostrą Shuri. Podczas ceremonii M’Baku, przywódca plemienia Jabari, wyzywa na pojedynek T’Challę o koronę w rytualnej walce. T’Challa pokonuje go i przekonuje, by ustąpił, zamiast zginąć.
Kiedy Klaue i jego wspólnik Erik Stevens kradną artefakt Wakandy znajdujący się w londyńskim muzeum, W’Kabi, przyjaciel T’Challi i mąż Okoye, namawia go, aby przyprowadził Klaue’a żywego. T’Challa, Okoye i Nakia wyruszają do Pusan w Korei Południowej, gdzie Klaue planuje sprzedać artefakt agentowi CIA Everettowi K. Rossowi. Kiedy rozpoczyna się walka, Klaue próbuje uciec, ale zostaje schwytany przez T'Challę, który niechętnie oddaje go w ręce Rossa. Klaue informuje Rossa, że międzynarodowy wizerunek Wakandy jest przykrywką dla zaawansowanej technologicznie cywilizacji. Erik atakuje i wyciąga Klaue’a z aresztu, a Ross zostaje poważnie ranny, chroniąc Nakię. Zamiast ścigać Klaue’a T’Challa zabiera Rossa do Wakandy, gdzie ich technologia może go uratować.
Kiedy Shuri leczy Rossa, T’Challa pozyskuje od Zuriego informacje na temat N’Jobu. Zuri wyjaśnia, że N’Jobu planował udostępnić technologię Wakandy ludziom pochodzenia afrykańskiego na całym świecie, by pomóc im pokonać swoich ciemięzców. Kiedy T’Chaka chciał aresztować N’Jobu, ten zaatakował Zuriego i zmusił brata do zabicia go. T’Chaka nakazał Zuriemu kłamać, że N’Jobu zniknął, i pozostawił syna N’Jobu w Stanach Zjednoczonych. Chłopiec, imieniem Stevens, wyrósł na amerykańskiego żołnierza tajnych operacji, który działa pod pseudonimem „Killmonger”. W tym czasie Killmonger zabija Klaue’a i zabiera jego ciało do Wakandy. Zostaje postawiony przed starszyzną plemienia, gdzie ujawnia swoją tożsamość jako N’Jadaka i pretenduje do tronu. Killmonger wyzywa T’Challę na rytualną walkę, podczas której zabija Zuriego, pokonuje T’Challę i zrzuca go z wodospadu na domniemaną śmierć. Killmonger połyka ziele w kształcie serca, a resztę każe spalić. Nakii udaje się jedno ocalić. Killmonger, wspierany przez W’Kabiego i jego armię, przygotowuje się do dystrybucji broni agentom na całym świecie.
Nakia, Shuri, Ramonda i Ross uciekają do plemienia Jabari, które proszą o pomoc. Okazuje się, że znajduje się tam nieprzytomny T’Challa, uratowany przez Jabari w zamian za oszczędzenie życia M’Baku. Uzdrowiony ziołem od Nakii, T'Challa powraca, aby walczyć z Killmongerem, który założył własny kostium Czarnej Pantery. W’Kabi i jego armia walczą z Shuri, Nakią i Dora Milaje. W tym czasie Ross zdalnie steruje odrzutowcem i zestrzeliwuje samoloty z bronią. M’Baku i Jabari przybywają na miejsce, aby wspomóc T’Challę. Po konfrontacji z Okoye W’Kabi i jego armia ustępują. Podczas walki w kopalni vibranium T’Challa niszczy kostium Killmongera i ciężko go rani. Killmonger odmawia uzdrowienia, chcąc umrzeć jako wolny człowiek.
T’Challa zakłada centrum pomocy w budynku, w którym mieszkał i zmarł N’Jobu prowadzone przez Nakię i Shuri. W scenie pomiędzy napisami T’Challa ujawnia przed ONZ prawdę o Wakandzie. W scenie po napisach Shuri pomaga Bucky’emu Barnesowi w wyzdrowieniu.

## Obsada
| Polski dubbing |
| • Kamil Kula jako T’Challa / Czarna Pantera • Sebastian Fabijański jako Erik „Killmonger” Stevens • Marta Wągrocka jako Nakia • Monika Węgiel-Jarocińska jako Okoye • Waldemar Barwiński jako Everett K. Ross • Tomasz Schuchardt jako W’Kabi • Agnieszka Kościelniak jako Shuri • Paweł Peterman jako M’Baku • Danuta Stenka jako Ramonda • Szymon Kuśmider jako Zuri • Przemysław Bluszcz jako Ulysses Klaue |

- Chadwick Boseman jako T’Challa / Czarna Pantera, władca afrykańskiego królestwa, Wakandy, oraz jego strażnik „Czarna Pantera”[6]. Ashton Tyler zagrał T’Challę jako dziecko[7] .
- Michael B. Jordan jako N’Jadaka / Erik „Killmonger” Stevens, syn N’Jobu oraz tajny żołnierz armii amerykańskiej, który szuka zemsty po śmierci ojca i pragnie przejąć tron Wakandy[8]. Seth Carr zagrał Erika Stevensa jako dziecko[7] .
- Lupita Nyong’o jako Nakia, była dziewczyna T’Challi, pracująca dla wywiadu Wakandy, która pochodzi z plemienia Rzecznego[8].
- Danai Gurira jako Okoye, dowódczyni Dora Milaje, straży T’Challi. Jest tradycjonalistką i wywodzi się z plemienia Strażników[8].
- Martin Freeman jako Everett K. Ross, członek CIA i były członek grupy ds. wspólnego zwalczania terroryzmu[3][9].
- Daniel Kaluuya jako W’Kabi, powiernik T’Challi oraz jego przyjaciel; dowódca plemienia Strażników służącego jako pierwsza linia obrony Wakandy[10].
- Letitia Wright jako Shuri, szesnastoletnia księżniczka Wakandy i siostra T’Challi, rozwijająca supernowoczesne technologie ich kraju[11][12].
- Winston Duke jako M’Baku, przywódca górskiego plemienia Jabari, sprzeciwiający się objęciu tronu przez T’Challę[13].
- Angela Bassett jako Ramonda, matka T’Challi i Shuri, wdowa po T’Chace[14].
- Forest Whitaker jako Zuri, członek starszyzny Wakandy i opiekun ziela w kształcie serca, które daje siłę Czarnej Panterze[10]. Denzel Whitaker zagrał młodszego Zuriego, który posługiwał się imieniem James[7] .
- Andy Serkis jako Ulysses Klaue, handlarz bronią na czarnym rynku i przemytnik, który sprzymierzył się z Killmongerem[3][13].

W filmie ponadto wystąpili: John Kani jako T’Chaka, ojciec T’Challi; jego syn, Atandwa Kani, jako młodszy T’Chaka; Sterling K. Brown jako N’Jobu, jego brat i ojciec Killmongera; Nabiyah Be jako Linda, współpracowniczka Killmongera i Klaue’a.
Członkinie Dora Milaje zagrały: Florence Kasumba jako Ayo, Sydelle Noel jako Xoliswa, Janeshia Adams-Ginyard jako Nomble, Zola Williams jako Yama oraz Marija Abney, Maria Hippolyte, Marie Mouroum, Jénel Stevens, Christine Hollingsworth i Shaunette Renée Wilson . Natomiast starszyznę Wakandy zagrali: Isaach de Bankolé z plemienia Rzecznego, Connie Chiume z plemienia Górników, Dorothy Steel z plemienia Kupców oraz Danny Sapani z plemienia Strażników .
W rolach cameo pojawili się: Stan Lee, twórca komiksów Marvel Comics, jako stały bywalec kasyna oraz w scenie po napisach Sebastian Stan jako Bucky Barnes.

## Produkcja

### Rozwój projektu

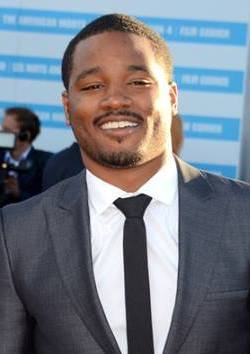
Ryan Coogler, reżyser filmu

W 1992 roku Wesley Snipes wyraził zainteresowanie występem w roli Czarnej Pantery i rozpoczął prace nad filmem. W 1993 roku, po zdjęciach do filmu Człowiek demolka, Snipes potwierdził swój udział w filmie. W styczniu 1994 roku rozpoczął rozmowy z Columbia Pictures w tej sprawie, a w marcu w projekt zaangażował się Stan Lee. W 1997 roku Black Panther został ogłoszony jako jeden z filmów na podstawie Marvel Comics. W marcu 1998 roku Joe Quesada i Jimmy Palmiotti zostali zatrudnieni do pracy nad filmem. W sierpniu 1999 roku potwierdzono, że Snipes zagra tytułową rolę i będzie producentem filmu. W 2000 roku Marvel Studios podpisał umowę z Artisan Entertainment dotyczącą dystrybucji i finansowania filmu. W 2004 roku reżyser David S. Goyer stwierdził jednak, że Snipes nie powinien grać kolejnego superbohatera po wystąpieniu w serii Blade. We wrześniu 2005 roku za pośrednictwem Marvel Studios Avi Arad ogłosił, że Black Panther jest jednym z dziesięciu filmów produkowanych przez studio i dystrybuowanych przez Paramount Pictures.
W styczniu 2011 roku Mark Bailey otrzymał zadanie napisania scenariusza do filmu. W październiku Kevin Feige, szef Marvel Studios, potwierdził, że film zostanie wyprodukowany. Film został zapowiedziany podczas wydarzenia MarvelEvent, które odbyło się 28 października 2014 roku, gdzie przedstawiono skład filmów III Fazy Filmowego Uniwersum Marvela. Amerykańska data premiery filmu została wyznaczona na 3 listopada 2017 roku. W lutym 2015 roku, po ogłoszeniu współpracy Marvel Studios z Sony Pictures nad filmem Spider-Man: Homecoming i włączeniu postaci do MCU, została jednak przesunięta na 6 lipca 2018 roku. W październiku zmieniono ją na 16 lutego 2018 roku w związku z dodaniem filmu Ant-Man i Osa do III Fazy. W grudniu poinformowano, że Ryan Coogler prowadzi rozmowy dotyczące objęcia stanowiska reżysera, a Joe Robert Cole pracuje nad scenariuszem. Negocjacje te dotyczyły między innymi zgody studia na zaangażowanie w projekt zaufanych współpracowników Cooglera: Cole’a, kompozytora Ludwiga Göranssona i operator filmowej Rachel Morrison. W styczniu 2016 roku potwierdzono, że Coogler będzie odpowiadać za reżyserię filmu. W kwietniu ujawniono, że będzie on również współtwórcą scenariusza.

### Język
W filmie mieszkańcy Wakandy posługują się językiem xhosa. John Kani, odtwórca roli T’Chaki, zaproponował braciom Russo, by wykorzystać ten język w dialogach pomiędzy jego postacią a T’Challą podczas zdjęć do filmu Kapitan Ameryka: Wojna bohaterów (2016). Pomysł ten spodobał się reżyserom i producentom filmu, a Kani nauczył Chadwicka Bosemana jego kwestii w tym języku. Język xhosa stał się priorytetem dla Ryana Cooglera podczas prac nad Czarną Panterą. Aktorzy mieli zapewnionych trenerów dialektów, wśród nich znaleźli się Kani oraz jego syn Atandwa. Xhosa używany jest w filmie w sytuacjach sentymentalnych i rodzinnych, dla celów plemiennych i rytualnych oraz w celu zapewnienia prywatności.
Marvel Studios planowało, by Wakandianie mówiący po angielsku posługiwali się akcentem brytyjskim lub amerykańskim ze względu na obawę, że widzowie nie zrozumieją dialogów. Boseman natomiast zaczął namawiać producentów studia, aby posługiwać się akcentem afrykańskim tak, aby wyglądało to realistycznie. Aktor uzasadnił swoją opinię tym, że wykorzystanie akcentu brytyjskiego lub amerykańskiego może sugerować nieprawdziwą informację, że Wakanda została skolonizowana. Studio ostatecznie zgodziło się z jego argumentacją. Aktorzy pracowali nad akcentem również z trenerami dialektu.

### Casting
W październiku 2014 roku poinformowano, że Chadwick Boseman zagra tytułową rolę. W maju 2016 roku ujawniono, że Lupita Nyong’o negocjuje rolę w filmie, a Michael B. Jordan dołączył do obsady. W tym samym miesiącu poinformowano, że do obsady dołączyli Andy Serkis jako Ulysses Klaue i Martin Freeman jako Everett K. Ross oraz potwierdzono udział Nyong’o. W lipcu ujawniono, że Jordan zagra Erika Killmongera, a Nyong’o wcieli się w Nakię. Poinformowano wtedy również, że Danai Gurira wystąpi jako Okoye. W październiku do obsady dołączyli: Florence Kasumba jako Ayo, Winston Duke jako M’Baku, Daniel Kaluuya jako W’Kabi, Forest Whitaker jako Zuri oraz Letitia Wright, a w listopadzie poinformowano, że Angela Bassett zagra Ramondę.
W styczniu 2017 roku poinformowano, że Sterling K. Brown zagra N’Jobu. W tym samym miesiącu ujawniono, że John Kani powróci jako T’Chaka i w filmie wystąpi również jego syn Atandwa Kani. W marcu wyjawiono, że Wright zagra Shuri. W czerwcu poinformowano, że w filmie wystąpią również: Nabiyah Be jako Linda oraz Isaach de Bankolé i Sydelle Noel.

### Scenografia i kostiumy
Istotne dla twórców filmu było zakorzenienie scenografii i kostiumów w rzeczywistych kulturach Afryki, a filmowcy konsultowali się z ekspertami od regionu kontynentu, w którym miałaby znajdować się Wakanda. Ryan Coogler inspirował się południowoafrykańskim krajem Lesotho. Coogler porównał rzadkość vibranium istniejącego tylko w Wakandzie do prawdziwego koltanu, który można znaleźć głównie w Kongo. Chciał, aby Wakanda była krajem z wieloma odrębnymi plemionami, i w tym celu stworzył księgę projektu, w której szczegółowo opisał każde plemię, aby pokierować procesem projektowania. Dużo uwagi poświęcono stworzeniu futurystycznego wyglądu, który nie wyglądałby jednak rodem z innej planety. Wykorzystano również niektóre z oryginalnych komiksowych projektów Jacka Kirby’ego.
Scenografka Hannah Beachler chciała złożyć hołd komiksowej wizji Wakandy, ale musiała uzupełnić ją o badania skoncentrowane na Afryce Subsaharyjskiej, czerpiąc inspirację z Ugandy, Rwandy, Burundi, Kongo i Etiopii, projektów Zahy Hadid oraz przedkolonizacyjnej architektury historycznego Imperium Mali i miasta Timbuktu. Beachler przyjrzała się architekturze istniejących plemion, a następnie próbowała rozwijać technologię w naturalny sposób, tak aby pokazać, że Wakanda nie została skolonizowana. Historyczne lokalizacje w filmie, takie jak Wodospad Wojownika, Miasto Umarłych i Sala Królów, zostały zestawione z bardziej nowoczesnym afro-punkowym stylem stolicy Wakandy, Złotym Miastem. Tradycyjne chaty zostały wkomponowane w szczyty wieżowców Wakandy, które inspirowane były wyglądem gór w kanionie rzeki Blyde. Beachler stworzyła zróżnicowaną architekturę dla każdego z plemion Wakandy, dla plemienia Granicznego inspiracją było Lesotho. Początkowo Gorilla City, miasto plemienia Jabari, znajdowało się w lesie deszczowym, jednak Coogler zasugerował, aby umieścić je na górze pokrytej śniegiem. Pismo Wakandy zostało oparte na starym języku nigeryjskim. Beachler konsultowała się z ekspertami w dziedzinie górnictwa i metalurgii przy tworzeniu kopalni vibranium . Chciała, aby futurystyczne elementy w filmie były spójne z projekcjami tego, jak może wyglądać technologia świata rzeczywistego za 25 lub 30 lat, na przykład technologia kolei magnetycznej i poduszkowców stosowanych w pojazdach.
Znaczna część scenografii, w tym warsztat Shuri i Sala Królów, została zbudowana w studiu w Atlancie. Pomieszczenie Rady Plemiennej zostało zbudowane ze szklaną podłogą, przez którą widać stare ruiny. Zewnętrzny plan Wodospadu Wojownika został wzniesiony na obrzeżach Atlanty, z inspiracji kanionem Oribi Gorge. Plan ten miał 11 metrów wysokości i składał się z basenu o głębokości 1,8 metra oraz ścian klifu o wysokości 9,1 metra, które zaprojektowano tak, aby można je było wydłużyć przy wykorzystaniu efektów specjalnych do 30 metrów. Szkielet klifów został ręcznie wyrzeźbiony ze styropianu przemysłowego, z wbudowanym systemem tuneli, aby umożliwić wspinanie się na różne obszary klifów. Rama została następnie pokryta pianką, która została wyrzeźbiona tak, aby pasowała do skał znalezionych w Oribi Gorge. Basen napełniono sześcioma dużymi pompami, tak aby nad półką na dole stworzyć wodospad. Podstawa basenu została wykonana z wyściółki, aby można było bezpiecznie wykonywać akrobacje na planie, ale zaprojektowana tak, aby wyglądała jak skała i miała wystarczającą przyczepność, aby aktorzy nie przewrócili się w wodzie. Budowa planu zajęła cztery miesiące, a prace zdjęciowe trwały na nim dwa tygodnie .
Ruth E. Carter, która stworzyła kostiumy do filmu, w swoich projektach nawiązała do strojów ludów Afryki, takich jak: Himba, Soto, Masajowie, Dogonowie, Tuaregowie, Turkana, Xhosa, Zulusi, Surma i Dinkowie. Inspirowała się również pracami japońskiej projektantki mody Issey Miyake, francuskiego projektanta mody Yves’a Saint Laurenta i amerykańskiej projektantki mody Donny Karan. Natomiast Winnie Mandela była inspiracją dla Carter przy tworzeniu kostiumów dla Angeli Bassett. Wygląd strojów Dora Milaje opierał się głównie na czerwieni, aby odzwierciedlić różne kultury afrykańskie. Zawierały one wyszywane koralikami talizmany, przekazywane z matki na córkę. Były w 80 procentach wzorowane na Masajach, w pięciu procentach – na samurajach, w pięciu procentach – na ninjach oraz w pięciu procentach – na mieszkańcach Ifugao z Filipin. Opaska na ramię i pierścienie na szyi nawiązywały do ludu Ndebele. Okoye jako generał nosi złote obrączki i pierścienie, a pozostałe Dora Milaje mają srebrne. Kostium dla T’Challi stworzony został z myślą jego roli króla oraz zwierzchnika wojska. Carter wykorzystała tutaj połączenie materiału kente z butami wojskowymi. Kostiumolog użyła odrębnych kolorów i wzorów dla każdego z plemion Wakandy, takich jak zielony z muszlami dla Plemienia Rzecznego, niebieski z drewnem dla Plemienia Granicznego, czarny z królewską purpurą dla Czarnej Pantery i Pałacu Królewskiego, śliwkowy i fiolet dla Plemienia Kupców oraz ochra dla Plemienia Górniczego. Trzy na pięć osób w Wakandzie chodzi boso, a Wakandianie noszą zwyczajne ubrania poza granicami kraju. W sumie Carter stworzyła 700 kostiumów do filmu, współpracując z zespołem ilustratorów, projektantów, wytwórców form, farbiarzy tkanin i jubilerów.
Odpowiedzialna za fryzury do filmu Camille Friend w swoich projektach nawiązała do tradycyjnej afrykańskiej sztuki, tkanin, włosów i tekstur oraz do współczesnego naturalnego ruchu włosów. Friend zaprojektowała fryzury każdego plemienia tak, aby miało własną, rozpoznawalną estetykę. Przykładowo fryzury Jabari bazują na prostych i czystych liniach uzupełnionych o detale w barwach wojennych, inspirowane senegalskimi wojownikami.

### Zdjęcia i postprodukcja
Zdjęcia do filmu rozpoczęły się 15 stycznia 2017 roku w EUE/Screen Gems Studios w Atlancie, pod tytułem roboczym Motherland. Sceny zostały również nakręcone w dzielnicy Atlanty, Sweet Auburn, która posłużyła jako Oakland; High Museum of Art, które zostało wykorzystane zamiast muzeum w Londynie; w Atlanta City Hall, które posłużyło jako budynek Organizacji Narodów Zjednoczonych i w Pinewood Studios Atlanta. Retrospekcje z lat dziewięćdziesiątych zostały nakręcone w Oakland. Od 17 do 27 marca zdjęcia zrealizowano w Pusanie w Korei Południowej, gdzie nakręcono scenę pościgu oraz sceny na Jagalchi Fish Market, na plaży Gwangalli, moście Gwangandaegyo i w dzielnicy Marine City. Zdjęcia nakręcono również w górach Ruwenzori i Parku Narodowym Bwindi w Ugandzie. Prace na planie zakończyły się 19 kwietnia. Za zdjęcia odpowiadała Rachel Morrison. Scenografią zajęła się Hannah Beachler, a kostiumy zaprojektowała Ruth E. Carter. Ponadto John Marzano zrealizował zdjęcia lokacyjne w Południowej Afryce, Zambii, Ugandzie i Korei Południowej.
Montażem zajęli się Michael P. Shawver i Debbie Berman. Początkowo zamiast Berman miała pracować przy filmie Claudia Castello. Efekty specjale zostały stworzone przez studia produkcyjne: Industrial Light & Magic, Scanline VFX, DNEG, Luma Pictures, Mammal Studios, Method Studios, Perception, Rise FX, Torm Studios, Trixter, Cantina Creative, Lola VFX, Capital T, Exceptional Minds, Technicolor VFX, Rodeo FX, Imageloom VFX, Anibrain, Method Pune, Bot VFX, Pixstone Images, Futureworks, Vertigo Visual, FX3X, Yannix, Digital Domain i The Third Floor , a odpowiadali za nie Dan Sudick i Geoffrey Baumann.
Industrial Light & Magic odpowiadało między innymi za stworzenie miejskiego wyglądu Wakandy projektując około 60 tysięcy budynków oraz sceny snów. Method Studios zajęło się naturalnym środowiskiem Wakandy, kopalnią vibranium i laboratorium Shuri. Pracowali również nad wygenerowanymi cyfrowo postaciami, stworzyli pojazdy i uzbrojenie oraz kostiumy Czarnej Pantery i Killmongera. Luma Pictures odpowiadało za sceny w kasynie i pościg w Pusanie. Scanline VFX zajęło się cyfrowym usunięciem lewej ręki u Andy’ego Serkisa oraz sceną w muzeum i sekwencjami nad wodospadami. Rise FX przygotowało sceny odbywające się na terenie plemienia Jabari. Trixter zajęło się scenami w Oakland i walką w Nigerii. DNEG odpowiadało za finałową walkę pomiędzy Czarną Panterą a Killmongerem w kopalni vibranium.

## Muzyka
W kwietniu 2017 roku poinformowano, że Ludwig Göransson został zatrudniony do skomponowania muzyki do filmu. Göransson pojechał na miesiąc do Senegalu, gdzie towarzyszył przez tydzień Baabaie Maalowi podczas trasy koncertowej. Później poświęcił kilka tygodni nagrywaniu lokalnych muzyków, aby mieć podstawy do napisania ścieżki dźwiękowej. Po Senegalu pojechał do Południowej Afryki, gdzie w International Library of African Music przesłuchał tysiące nagrań rdzennej muzyki. Göransson nagrał część elementów ścieżki dźwiękowej w Senegalu w studiu Baaba Maala. Reszta muzyki została nagrana w Abbey Road Studios w Londynie przy udziale 92-osobowej orkiestry i 40-osobowego chóru pod kierownictwem Göranssona i Johna Ashtona Thomasa. Nagrania rozpoczęły się w październiku, a zakończyły w grudniu 2017 roku. Chór wykonywał swoje partie w języku xhosa.
Kendrick Lamar zasugerował, że jest zaangażowany w pracę przy filmie w grudniu 2017 roku wydając swój singel „Love” z klapsem informującym „B. Panther soundtrack coming soon”. W lutym 2018 roku Ryan Coogler ujawnił, że rozmawiał z Lamarem kilka lat wcześniej na temat współpracy nad jednym ze swoich przyszłych projektów. Reżyser spotkał się z muzykiem, kiedy ten zakończył pracę nad albumem DAMN. i pokazał mu fragmenty filmu. Marvel Studios również wsparło pomysł zaangażowania Lamara.
Album z muzyką Göranssona, zatytułowany Black Panther Original Score, został wydany cyfrowo 16 lutego 2018 roku przez Hollywood Records. Album koncepcyjny, Black Panther: The Album, którego producentem i kompozytorem był Lamar, wydano 9 lutego tego samego roku przez Interscope Records. Wydanie albumu Lemara poprzedziły trzy single: „All the Stars” z gościnnym udziałem piosenkarki SZA pojawił się 4 stycznia wraz z teledyskiem; 11 stycznia wydano „King’s Dead” w wykonaniu Lamara oraz Jaya Rocka, Future’a i Jamesa Blake’a, również z wideoklipem; natomiast 2 lutego pojawił się utwór „Pray for Me” nagrany wspólnie z zespołem The Weeknd. Album z remiksami utworów Göranssona, Black Panther: Wakanda Remixed, został wydany 16 sierpnia przez Hollywood Records.
| Black Panther Original Score – 2018 | Black Panther Original Score – 2018     | Black Panther Original Score – 2018 | Black Panther Original Score – 2018 |
| Nr                                  | Tytuł utworu                            | Muzyka                              | Długość                             |
| ----------------------------------- | --------------------------------------- | ----------------------------------- | ----------------------------------- |
| 1.                                  | „Wakanda Origins”                       | L. Göransson                        | 1:44                                |
| 2.                                  | „Royal Talon Fighter”                   | L. Göransson                        | 4:00                                |
| 3.                                  | „Wakanda (featuring Baaba Maal)”        | L. Göransson                        | 2:20                                |
| 4.                                  | „Warrior Falls”                         | L. Göransson                        | 4:06                                |
| 5.                                  | „The Jabari”                            | L. Göransson                        | 1:08                                |
| 6.                                  | „Waterfall Fight”                       | L. Göransson                        | 4:03                                |
| 7.                                  | „Ancestral Plane”                       | L. Göransson                        | 4:27                                |
| 8.                                  | „Killmonger”                            | L. Göransson                        | 2:55                                |
| 9.                                  | „Phambili”                              | L. Göransson                        | 2:31                                |
| 10.                                 | „Casino Brawl”                          | L. Göransson                        | 3:32                                |
| 11.                                 | „Busan Car Chase”                       | L. Göransson                        | 2:49                                |
| 12.                                 | „Questioning Klaue”                     | L. Göransson                        | 3:32                                |
| 13.                                 | „Outsider”                              | L. Göransson                        | 2:07                                |
| 14.                                 | „Is This Wakanda?”                      | L. Göransson                        | 2:46                                |
| 15.                                 | „Killmonger's Challenge”                | L. Göransson                        | 5:07                                |
| 16.                                 | „Killmonger vs. T'Challa”               | L. Göransson                        | 3:30                                |
| 17.                                 | „Loyal to the Throne”                   | L. Göransson                        | 1:35                                |
| 18.                                 | „Killmonger's Dream”                    | L. Göransson                        | 3:15                                |
| 19.                                 | „Burn It All”                           | L. Göransson                        | 3:24                                |
| 20.                                 | „Entering Jabariland”                   | L. Göransson                        | 2:42                                |
| 21.                                 | „Wake Up T'Challa”                      | L. Göransson                        | 6:08                                |
| 22.                                 | „The Great Mound Battle”                | L. Göransson                        | 3:48                                |
| 23.                                 | „Glory to Bast”                         | L. Göransson                        | 6:06                                |
| 24.                                 | „The Jabari, Pt. II”                    | L. Göransson                        | 2:22                                |
| 25.                                 | „A Kings Sunset (featuring Baaba Maal)” | L. Göransson                        | 4:28                                |
| 26.                                 | „A New Day”                             | L. Göransson                        | 1:47                                |
| 27.                                 | „Spaceship Bugatti”                     | L. Göransson                        | 1:23                                |
| 28.                                 | „United Nations / End Titles”           | L. Göransson                        | 7:32                                |
|                                     |                                         |                                     | 1:35:07                             |

| Black Panther: The Album – 2018 | Black Panther: The Album – 2018 | Black Panther: The Album – 2018                                                                                 | Black Panther: The Album – 2018                | Black Panther: The Album – 2018 |
| Nr                              | Tytuł utworu                    | Autor | Wykonawca                                      | Długość                         |
| ------------------------------- | ------------------------------- | --- | ---------------------------------------------- | ------------------------------- |
| 1.                              | „Black Panther”                 | K. Duckworth, M. Spears, K. Gomringer, T. Gomringer, M. Schaeffer                                               | Kendrick Lamar                                 | 2:11                            |
| 2.                              | „All the Stars”                 | K. Duckworth, M. Spears, A. Shuckburgh, S. Rowe, A. Tiffith                                                     | Kendrick Lamar & SZA                           | 3:56                            |
| 3.                              | „X”                             | K. Duckworth, M. Spears, R. Ibanga, Q. Hanley, T. Epps, A. Mbisha                                               | Schoolboy Q, 2 Chainz & Saudi                  | 4:27                            |
| 4.                              | „The Ways”                      | K. Duckworth, M. Spears, M. Tavares, C. Hansen, L. Whitty, A. Sowinski, K. Robinson, K. Brown                   | Khalid & Swae Lee                              | 3:59                            |
| 5.                              | „Opps”                          | K. Duckworth, M. Spears, L. Göransson, V. Staples                                                               | Vince Staples & Yugen Blakrok                  | 3:01                            |
| 6.                              | „I Am”                          | K. Duckworth, M. Spears, J. Smith, T. Breuer, T. Chester                                                        | Jorja Smith                                    | 3:29                            |
| 7.                              | „Paramedic!”                    | K. Duckworth, D. Natche, M. Spears, K. Gomringer, T. Gomringer, J. Lee, G. Harris, W. Barrow, J. Brown          | SOB X RBE                                      | 3:39                            |
| 8.                              | „Bloody Waters”                 | K. Duckworth, M. Spears, R. Braun, H. Stevens IV, J. Litherland                                                 | Ab-Soul, Anderson Paak & James Blake           | 4:32                            |
| 9.                              | „King’s Dead”                   | K. Duckworth, M. Williams II, T. Walton, M. Spears, J. McKinzie, N. Wilburn, J. Litherland, S. Gloade, A. Hicks | Jay Rock, Kendrick Lamar, Future & James Blake | 3:50                            |
| 10.                             | „Redemption Interlude”          | K. Duckworth, H. Carter, Z. Pacaldo                                                                             |                                                | 1:25                            |
| 11.                             | „Redemption”                    | K. Duckworth, T. Walton, K. McKenzie, M. Riley, Z. Pacaldo, B. Simelane, M. Maphumulo                           | Zacari & Babes Wodumo                          | 3:42                            |
| 12.                             | „Seasons”                       | K. Duckworth, M. Spears, A. Feeney, T. Patterson, J. Hadebe, R. Gill                                            | Mozzy, Sjava & Reason                          | 4:02                            |
| 13.                             | „Big Shot”                      | K. Duckworth, R. LaTour, B. Korsan, K. Gomringer, T. Gomringer, M. Spears, J. Webster                           | Kendrick Lamar & Travis Scott                  | 3:42                            |
| 14.                             | „Pray for Me”                   | A. Tesfaye, K. Duckworth, A. Feeney, M. McKinney                                                                | The Weeknd & Kendrick Lamar                    | 3:31                            |
|                                 |                                 | |                                                | 49:26                           |

## Promocja

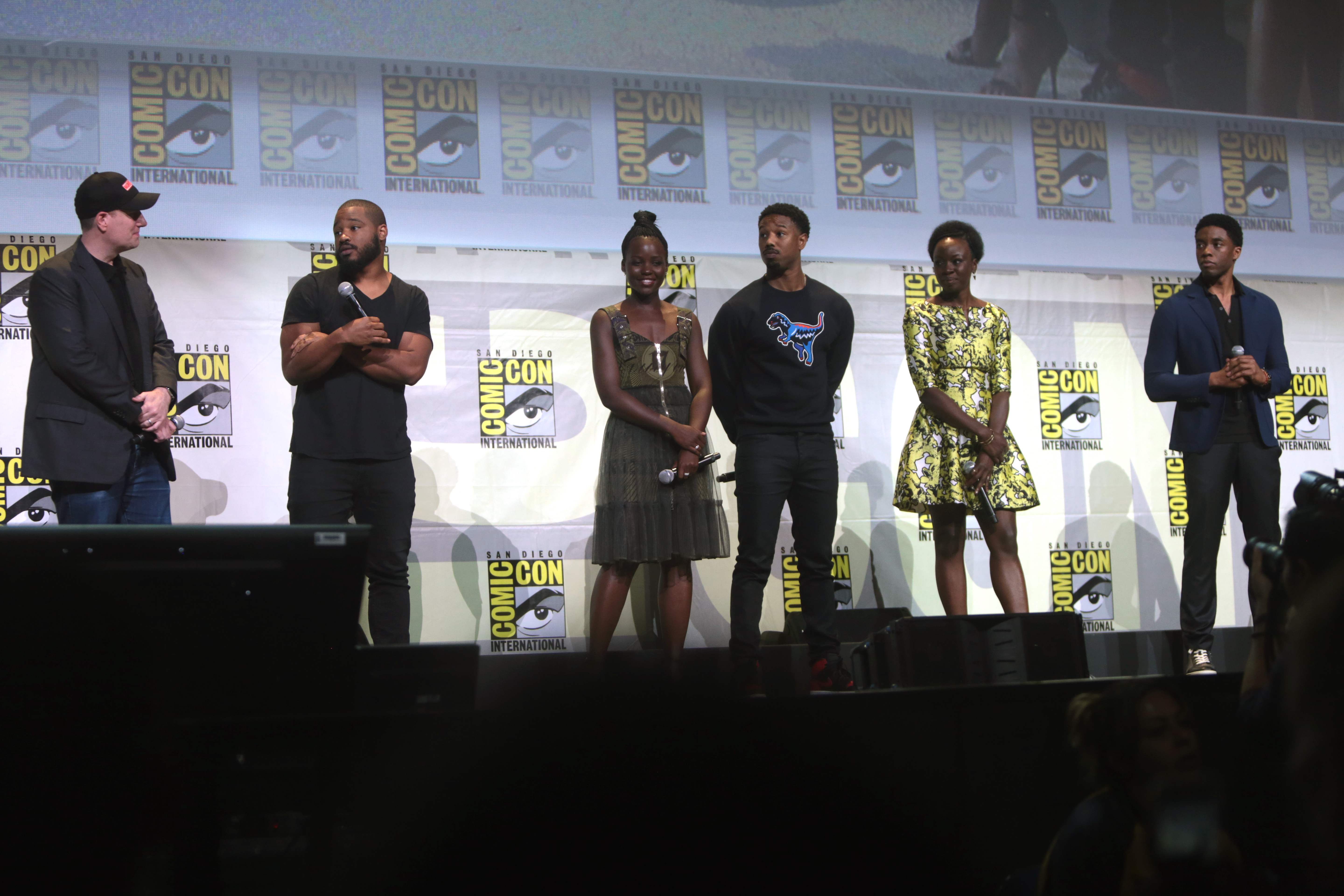
Obsada podczas San Diego Comic-Con 2016

23 lipca 2016 roku Ryan Coogler, Lupita Nyong’o, Michael B. Jordan, Danai Gurira i Chadwick Boseman pojawili się podczas panelu Marvel Studios na San Diego Comic-Conie. Pierwszy zwiastun do filmu został pokazany 9 czerwca 2017 roku podczas Finałów NBA. W ciągu 24 godzin został on obejrzany 89 milionów razy. W lipcu 2017, podczas D23 Expo i San Diego Comic-Conu zaprezentowano rekwizyty i kostiumy z filmu. Podczas konwentu w San Diego odbył się również panel studia, gdzie pojawili się Coogler, Boseman, Nyong’o, Jordan, Gurira, Daniel Kaluuya, Forest Whitaker, Letitia Wright i Andy Serkis. Wtedy też zaprezentowano fragmenty filmu. 16 października 2017 roku zaprezentowano ostateczny zwiastun filmu.
Studio nawiązało partnerstwo z firmą Lexus, a model Lexus LC 2018 pojawił się w filmie. W ramach tego partnerstwa została wydana także powieść graficzna, zatytułowana Black Panther: Soul of a Machine, ze scenariuszem Fabiana Niciezy, Geoffreya Thorne’a i Chucka Browna oraz z ilustracjami Scotta Wilsona i Szymona Kudranskiego. W powieści tej Czarna Pantera pokonuje przestępcę z pomocą samochodu Lexus LC 500. Również podczas Super Bowl LII została wyemitowana reklama tego samochodu, w której wystąpili Boseman, Gurira i Wright. Pozostałymi partnerami promocyjnymi filmu były firmy Clarks, PepsiCo, Unilever, Brisk, Lancôme i Synchrony Financial.
Komiksy powiązane
18 października i 15 listopada 2017 roku Marvel Comics wydało dwuzeszytowy komiks powiązany Black Panther Prelude, za którego scenariusz odpowiadał Will Corona Pilgrim, a za rysunki Annapaola Martello.

### Kampanie społeczne
Na początku stycznia 2018 roku filantrop Frederick Joseph rozpoczął kampanię na GoFundMe, aby zebrać pieniądze dla dzieci z Boys & Girls Club w Harlemie, aby mogły zobaczyć Czarną Panterę. Joseph stwierdził, że film jest „rzadką okazją” dla niedocenianych dzieci kolorowych, aby zobaczyć „czarnoskórego głównego […] bohatera komiksu” na ekranie. Joseph razem z Chadwickiem Bosemanem pojawił się w The Ellen DeGeneres Show, aby promować kampanię. Dzięki temu akcja ta przekroczyła swój cel, zbierając ponad 45 tysięcy dolarów, i pozwoliła na sfinansowanie innych programów dla dzieci w Harlemie. Joseph zainicjował „Black Panther Challenge”, w którym zachęcał innych do tworzenia podobnych kampanii dla swoich lokalnych społeczności. GoFundMe uruchomiło scentralizowaną stronę kampanii, która stała się największą akcją dla imprezy rozrywkowej w historii serwisu, przynosząc ponad 400 tysięcy dolarów z 400 kampanii na świecie. W kampanię zaangażowali się między innymi: Ellen DeGeneres, Snoop Dogg, Chelsea Clinton, Viola Davis, J.J. Abrams i Jade Anouka.

## Wydanie
Światowa premiera filmu Czarna Pantera miała miejsce 29 stycznia 2018 roku w Los Angeles. Podczas wydarzenia uczestniczyła obsada i produkcja filmu oraz zaproszeni specjalni goście. Premierze tej towarzyszył czerwony dywan oraz szereg konferencji prasowych.
Film zadebiutował dla szerszej publiczności 13 lutego w Wielkiej Brytanii, Tajwanie i Hongkongu. Następnego dnia pojawił się między innymi we Francji, Włoszech, Belgii, Holandii, Korei Południowej, Norwegii, Szwecji, Malezji, Indonezji, Singapurze i Polsce. W kinach w Stanach Zjednoczonych, Kanadzie i większości pozostałych rynków zadebiutował 16 lutego. W Rosji pojawił się 22 lutego, w Japonii zadebiutował 1 marca, a w Chinach dostępny był od 9 marca.
Początkowo amerykańska data premiery zapowiedziana była na 3 listopada 2017 roku. Później dwukrotnie ją przesuwano, początkowo na 6 lipca 2018 roku, po ogłoszeniu współpracy Marvel Studios z Sony Pictures i zapowiedzi Spider-Man: Homecoming. Następnie na 16 lutego, po zapowiedzi filmu Ant-Man i Osa.
Film został wydany cyfrowo w Stanach Zjednoczonych 8 maja 2018 roku przez Walt Disney Studios Home Entertainment, a 15 maja tego samego roku na nośnikach DVD i Blu-ray. W Polsce ukazał się 20 czerwca tego samego roku nakładem wydawnictwa Galapagos.
11 listopada 2019 roku został wydany również w 14-dyskowej wersji kolekcjonerskiej Marvel Cinematic Universe: Phase Three Collection – Part 2, która zawiera 6 filmów kończących Fazę Trzecią, a 15 listopada tego samego roku w specjalnej wersji zawierającej 23 filmy franczyzy tworzące The Infinity Saga.

## Odbiór

### Box office
Czarna Pantera, przy budżecie wynoszącym 200 milionów dolarów, w pierwszym tygodniu wyświetlania zarobiła na świecie ponad 400 milionów dolarów, z czego ponad 240 milionów w Stanach Zjednoczonych i Kanadzie. Łączny przychód z biletów na świecie osiągnął prawie 1,35 miliarda dolarów, z czego w Stanach Zjednoczonych i Kanadzie zarobił ponad 700 milionów. Według badania przeprowadzonego przez PostTrak w weekend otwarcia filmu w Stanach Zjednoczonych 37% widzów stanowili Afroamerykanie – w porównaniu do 35% widzów rasy białej, 18% Latynosów i 5% Azjatów. Była to najbardziej zróżnicowana publiczność dla filmu o superbohaterach w historii, ponieważ Afroamerykanie stanowią na ogół 15% widowni. W drugi weekend dane demograficzne składały się w 37% z rasy białej, 33% z Afroamerykanów, 18% z Latynosów i 7% z Azjatów.
Film w weekend otwarcia uzyskał kilka rekordów w Stanach Zjednoczonych i Kanadzie: najlepszy weekend otwarcia w lutym, najlepszy weekend otwarcia w sezonie zimowym, najlepszy weekend otwarcia razem z amerykańskim Dniem Prezydenta i najwyższe wpływy z czwartkowych pokazów przedpremierowych. Poprzednio rekordy te należały do filmu Deadpool z 2016 roku. Film uzyskał również najwyższe wpływy z poniedziałku, pobijając rekord należący wcześniej do filmu Gwiezdne wojny: Przebudzenie Mocy z 2015 roku. Czarna Pantera uzyskała też drugie miejsce podczas czterodniowego otwarcia, plasując się zaraz za Przebudzeniem Mocy. Jest też drugim filmem Filmowe Uniwersum Marvela z najwyższym wynikiem trzydniowego otwarcia, zaraz za filmem Avengers z 2012 roku.
W grudniu 2017 roku prognozowano, że film zarobi w weekend otwarcia w Stanach Zjednoczonych i Kanadzie w granicach 80-90 milionów dolarów. Pod koniec stycznia 2018 roku liczby te wzrosły do 120 milionów, a na początku lutego szacowano je nawet na 170 milionów. Inne studia prognozowały wynik pomiędzy 180 a 200 milionów dolarów, a Disney w granicach 150 milionów. Na początku lutego prognozowano całkowity dochód ze Stanów Zjednoczonych i Kanady na kwotę w granicach 400 milionów dolarów.
Do największych rynków należały: Wielka Brytania (70,6 miliona), Chiny (65,1 miliona), Korea Południowa (42,9 miliona), Brazylia (36,9 miliona), Francja (33,1 miliona), Australia (31,9 miliona) i Meksyk (28,3 miliona). W Polsce w weekend otwarcia film zarobił prawie 1,3 miliona dolarów, a w sumie ponad 3,6 miliona.
Miesiąc po premierze Czarna Pantera stała się najbardziej dochodowym filmem w krajach Afryki Subsaharyjskiej. W Południowej Afryce i w sąsiadujących państwach film zarobił prawie 6,5 miliona dolarów, kolejny milion uzyskał w Kenii, Ugandzie, Tanzanii i Rwandzie. Natomiast w Nigerii, Ghanie i Liberii zarobił po miesiącu 1,77 miliona.

### Krytyka w mediach
Film spotkał się z pozytywną reakcją krytyków. W serwisie Rotten Tomatoes 96% z 517 recenzji uznano za pozytywne, a średnia ocen wystawionych na ich podstawie wyniosła 8,3 na 10. Na portalu Metacritic średnia ważona ocen z 55 recenzji wyniosła 88 punktów na 100. Natomiast według serwisu CinemaScore, zajmującego się mierzeniem atrakcyjności filmów w Stanach Zjednoczonych, publiczność przyznała mu ocenę A+ w skali od F do A+. W badaniu przeprowadzonym przez konkurencyjny PostTrak 95% widowni przyznała pozytywną ocenę, 88% publiczności „zdecydowanie poleca” film, a jedna trzecia planuje obejrzeć film ponownie.
Todd McCarthy z „The Hollywood Reporter” napisał: „Wszyscy aktorzy wypadają świetnie. Boseman w szczególności wypada dobrze, ale jest też w filmie sporo graczy wspierających, którzy kradną każdą scenę, jak tylko mogą, i robią to szczególnie imponujący fizycznością Jordan, promienna Nyong’o, a zwłaszcza Wright, która daje w każdej scenie dodatkowego kopa i humor”. Richard Roeper z „Chicago Sun-Times” stwierdził, że jest to „jeden z najlepszych filmów o superbohaterach w tym stuleciu”. Brian Truitt z „USA Today” przyznał cztery gwiazdki (najwyższą ocenę) i uznał, że jest to najlepsza historia o genezie superbohatera produkcji Marvel Studios od czasu filmu Strażnicy Galaktyki. Truitt również wychwalał obsadę filmu, określając ją mianem „znakomitej”. Również cztery gwiazdki przyznał filmowi Peter Travers z „Rolling Stone”, określając go mianem „arcydzieła kina o superbohaterach”. Napisał też, że Czarna Pantera: „triumfuje na każdym poziomie: od scenariusza, po reżyserię, grę aktorską, scenografię, kostiumy, muzykę, czy efekty specjalne”. Peter Debruge z „Variety” napisał: „Czarna Pantera celebruje dziedzictwo swojego bohatera, jednocześnie dostarczając jedną z najbardziej atrakcyjnych jak dotąd samodzielnych części Marvela”. Jimi Famurewa z „Empire Magazine” stwierdził: „Ryan Coogler wykonuje odważny zwrot z afrykańską ekstrawagancją, która łączy w sobie intensywność, stanowi wyzwanie i jednocześnie ekscytuje”.
Abdi Latif Dahir z Nairobi, Yomi Kazeem z Lagosu i Lynsey Chutel z Johannesburga w recenzji dla Quartz Africa pozytywnie ocenili film. Dahir stwierdził, że nigdy nie był „bardziej dumny z bycia czarnym i Afrykaninem. Ten film był olśniewający i niesamowity”. Kazeem podsumował: „Bardzo mi się podobało. Bardzo obrazowy i kolorowy”. Natomiast Chutel była zszokowana zachowaniem publiczności, która przychodziła do kina w przebraniach i robiła sobie selfie na tle plakatu filmowego. Wszyscy zgodnie podkreślali duże zainteresowanie widzów oraz problemy z kupnem biletów na seans.
Piotr Piskozub z portalu NaEkranie.pl napisał: „Czarna Pantera to metaforyczna podróż w stronę korzeni naszej cywilizacji, a zarazem wytrawna diagnoza współczesności. Jest tu miejsce i na mit, i na heroiczne powinności, choć cała historia sprowadza się do odpowiedzi na pytanie: czy nosisz Wakandę w swoim sercu?”. Urszula Schwarzenberg-Czerny z tygodnika „Polityka” stwierdziła, że „Film łączy więc nawiązania do tradycji wielu kultur afrykańskich z elementami afrofuturystycznymi, a jego socjologiczne i polityczne przesłanie wzmacnia jeszcze bardzo dobry soundtrack Kendricka Lamara, być może najważniejszego głosu we współczesnym hip hopie”. Piotr Dobry z portalu Wp.pl przyznał maksymalną ocenę oraz uznał, że „Widowisko Ryana Cooglera jest dla kina superbohaterskiego tym, czym w zeszłym roku okazało się Uciekaj! Jordana Peele’a dla horroru: znakomitym filmem gatunkowym przepuszczonym przez filtr rasy. Oba dzieła celebrują czarną tożsamość na swój sposób i przyciągają widzów jak magnes”. Natomiast Szymon Góraj z Movies Room napisał, że „Czarna Pantera samą swoją tematyką przeciera szlaki w kinie superhero, nie jest to jednak bomba w rodzaju pierwszej części Avengers, a bardzo dobrze skrojony spektakl w oryginalnej jak na MCU konwencji. Do ideału jest dość daleko – czasem brakuje odważniejszego podejścia, gdzie indziej znajdą się napisane po łebkach wątki”. Ewa Drygalska z miesięcznika „Kino” stwierdziła, że: „Czarna Pantera jest przede wszystkim dziełem oszałamiającym wizualnie: eklektyczną mieszanką tradycyjnej kultury wschodnioafrykańskiej z ultranowoczesną estetyką. Stanowi zarazem intrygujące połączenie czarnego mistycyzmu, animalizmu i nauki, którą określa się mianem afrofuturyzmu”.

### Analizy

#### Afrofuturyzm, postkolonializm i feminizm
Reżyser filmu Ryan Coogler w wywiadzie dla „The Independent” stwierdził, „że poglądy na Afrykę i kulturę afrykańską, niemalże jako bezpośredni wpływ kolonizacji, są często bardzo ograniczone w czasie. Są badane tylko w określonych odstępach czasu. […] ponieważ kontynent afrykański i ludzkość na tym kontynencie są tak stare, […] to straszna krzywda dla ludzi pochodzących z tych kultur”. Coogler podkreślił, „że odpowiedzią na to jest afrofuturyzm. Znajduje sposób na połączenie kulturowych aspektów starożytnych tradycji afrykańskich z potencjałem przyszłości. Samo patrzenie na Afrykanów i kulturę afrykańską w tym kontekście jest odświeżające”. Ricardo Guthrie z Uniwersytetu Północnej Arizony zwrócił uwagę na afrofuturystyczne fryzury i kostiumy projektu Ruth E. Carter „tworząc afrocentryczne projekty mody, które są zarówno replikami przeszłości, jak i przebłyskami przyszłości – dotyka samych podstaw odwołania afrofuturyzmu do czerni, globalnej przestrzenności i wzmocnionej obecności napędzanej przez techno- i etno- przyszłości. Jej projekty przedstawiają wizję afrofuturyzmu poprzez ubrania, fryzury i inne dodatki, które czerpią z istniejącej kultury afrykańsko-diasporycznej”. Guthrie zauważył również, że w filmie pojawiają się silne postacie kobiece, które jego zdaniem przyćmiewają tytułowego bohatera granego przez Chadwicka Bosemana oraz że „w Czarnej Panterze istnieje różnica między świadomością afrykańską i afroamerykańską a warunkami globalnymi. Była to część potrójnego konfliktu, z którym zmagają się T’Challa i Erik Killmonger”. Ruben Murray z Pomona College podkreśla, że „afrofuturyzm kojarzy się również z estetyką i kulturą, co pozwala nam zrozumieć, jak mógłby wyglądać i funkcjonować afrykański kraj, który nigdy nie był skolonizowany. W filmie podkreśla się alternatywy dla społeczeństw patriarchalnych, szczególnie w przypadku dowództwa wojskowego Wakandy, Dora Milaje, składającego się wyłącznie z kobiet. Struktury, w których kobiety sprawują władzę, przypominają konkretne przypadki z historii Afryki, takie jak rewolucja kierowana przez królową matkę Yaa Asantewaa podczas wojny anglo-aszanti (dzisiejsza Ghana) w 1901 roku lub Amazonki króla Dahomeju, kobiecy pułk wojskowy, który działał w XIX wieku na terenie dzisiejszego Beninu. Królestwo Wakandy uczestniczy w obserwowaniu ewolucji afrykańskiej tradycji w przyszłość, odkrywając kulturę, która nie została zepsuta przez zachodnie wartości”. Porównuje równouprawnienie kobiet fikcyjnej Wakandy do współczesnych Senegalu i Rwandy, gdzie kobiety zajmują odpowiednio prawie 43% i 61% stanowisk w parlamentach tych krajów.
Giana M. Eckhardt z Royal Holloway, University of London podkreśla reprezentację i znaczenie kobiet w filmie: „podczas gdy król Wakandy wydaje się zawsze mężczyzną, to rolę dowódcy wojskowego i wojowników – podobnie jak szefa laboratorium i szpiegów – pełnią kobiety, co sugeruje, że relacje między płciami są w miarę zrównoważone. Na przykład pod koniec filmu, kiedy T’Challa i jego wojowniczki wygrywają ostateczną bitwę z Killmongerem, przegrani mężczyźni z Wakandy klęczą przed triumfującymi kobietami”. Eckhardt zauważa również, że „Film sugeruje, że sukces Wakandy jako narodu jest związany z tym, że nigdy nie został skolonizowany przez kraj zachodni jak reszta Afryki, co wzmacnia postkolonialny argument, że to działania Zachodu ostatecznie spowodowały, że skolonizowane regiony takie jak Afryka się nie rozwinęły”. Również socjologowie Myron T. Strong i K. Sean Chaplin zwracają uwagę, że Dora Milage, „żeńska armia wojowniczek z ogolonymi i wytatuowanymi głowami, która chroni króla Wakandy, jest uczczeniem kobiecej siły”. Strong i Chaplin przypominają, że „te obrazy odzwierciedlają aspekty historyczne, które są często tłumione lub ignorowane”. Wskazują, że film „wyraźnie czepie inspirację ze specyficznych cech przedkolonialnej Afryki, w tym Królestwa Dahomej, gdzie królów chroniły budzące grozę wojowniczki”. Natomiast Michaela D.E. Meyer z Christopher Newport University zwróciła uwagę na pominięcie w filmie lesbijskiej orientacji komiksowej postaci Ayo i stwierdziła, że „próba urozmaicenia wizerunku osób czarnoskórych w kulturze popularnej odbywa się kosztem utrwalania (nieumyślnie lub nie) postrzeganego związku pomiędzy czarnoskórą społecznością a homofobią”.
Dwayne Wong (Omowale) piszący dla „HuffPost” postrzegał film i jego komiksowe korzenie jako poruszające „poważne kwestie polityczne dotyczące stosunków Afryki z Zachodem, które bardzo rzadko poświęca się poważnej uwadze, na jaką zasługuje”. Doszedł do wniosku, że chociaż kraj jest fikcyjny, polityka „jest bardzo realna. Koniec kolonializmu nie oznacza końca ingerencji Zachodu w politykę Afryki”. Carlos Rosario Gonzalez z Bam! Smack! Pow! powiedział, że walka między T’Challą i Killmongerem reprezentuje zderzenie się dwóch wartości: „co to znaczy być Afrykaninem” i „co Afryka oznacza dzisiaj dla mniejszości afroamerykańskich”. Z jego punktu widzenia Wakanda reprezentuje Afrykę bez zachodniego kolonializmu, a Killmonger pokazuje nam, że „czasami możemy nieuchronnie stać się tym, co chcemy zniszczyć”. Gonzalez podsumowywał, że Killmonger chce wykorzystać zasoby Wakandy, aby zostać kolonizatorem Zachodu, podczas gdy „tradycjonalizm stworzył ten sam problem, który starał się zniszczyć”. Jelani Cobb z „The New Yorker” pokazał podział między Afrykanami i Afroamerykanami, który nazwał „fundamentalnym dysonansem”. Uznał, że T’Challa i Killmonger reprezentowali „pojedynek odpowiadający pięciu wiekom afrykańskiego wyzysku z rąk Zachodu. Złoczyńcą, o ile termin ten ma zastosowanie, jest sama historia”. Cobb dodał, że Czarna Pantera jest polityczna w wymiarze, jakim poprzednie filmy MCU nie były, ponieważ w tych „byliśmy przynajmniej pewni, gdzie linie fantazji odbiegają od rzeczywistości [podczas gdy ten film jest osadzony] w wymyślonym kraju w Afryce, kontynencie, który zmaga się z wymyślonymi wersjami samego siebie, odkąd biali ludzie po raz pierwszy uznali go za ciemny kontynent i przystąpili do grabieży jego mieszkańców i zasobów”. Adam Serwer z „The Atlantic” sprzeciwił się twierdzeniu, że Erik Killmonger reprezentował wyzwolenie czarnoskórych, twierdząc zamiast tego, że reprezentował on imperializm. Uznał, że zostało to podkreślone poprzez jego działania, ponieważ próby przejęcia kilku głównych miast świata przez Killmongera obejmują między innymi Hongkong. Odkąd Chiny nie mają nad sobą białej zachodniej hegemonii wymagającej obalenia, pragnienie Killmongera, by je podbić, było motywowane jedynie przejęciem władzy imperialnej. Serwer podsumowywał, że „Czarna Pantera nie wydaje werdyktu, że przemoc jest niedopuszczalnym narzędziem wyzwolenia czarnoskórych – wręcz przeciwnie, właśnie w ten sposób zostaje wyzwolona Wakanda. Wydaje werdykt w sprawie imperializmu jako narzędzia wyzwolenia czarnoskórych, by pokazać, że nie sposób jest pokonać wroga jego własną bronią”.
Ragi Bashonga z Uniwersytetu Oksfordzkiego zauważył, że „Przedstawienie wizji niepodległości Afryki, zerwanie z obrazami zacofania i zależności to sedno przytłaczającego sukcesu kasowego filmu. Jednym z najbardziej znaczących osiągnięć filmu jest wysunięcie na pierwszy plan, podkreślenie oraz zakłócenie błędnej i niedostatecznej reprezentacji czarnoskórych i Afryki w kulturze popularnej. Film jest w dużej mierze celebracją afrykańskości, czegoś, co jest aż nazbyt rzadkie. [...] Czarna Pantera dotyczy przede wszystkim Afroamerykanów zmagających się ze swoją afrykańskością lub afrykańską osobowością, ukonstytuowaną w odniesieniu do historii, kultury, języka, płci, pochodzenia etnicznego i filozofii. Afrykanizm przejawia się poprzez przeszłość, teraźniejszość i wyobrażoną przyszłość, które odnoszą się zarówno do inwestycji emocjonalnych, jak i wizji politycznych na kontynencie i dla ludzi z nim związanych”. Patrick Gathara z „The Washington Post” stwierdził, że film pokazuje „regresywną, neokolonialną wizję Afryki”, która zamiast „zbawczej kontrmitologii” oferuje „te same destrukcyjne mity”. Gathara podkreślił, że Afryka, która jest przedstawiana, zasadniczo nadal na europejski wzór, jest podzielona i plemienna, z Wakandą rządzoną przez bogatą i zwaśnioną elitę, która pomimo swoich zaawansowanych zdolności technicznych nie ma możliwości dziedziczenia poza śmiercionośną walką. Według Gathary Wakandanie „pasują do zachodnich wzorców ludzi na ciemnym kontynencie” i „pozostają tak niezwykle niewyrafinowani, że »powracający« Amerykanin może w zasadzie wejść i przejąć kontrolę”. Christopher Lebron z „Boston Review” uznał film za rasistowski, ponieważ przedstawia czarnoskórych Amerykanów, którzy zostali pozostawieni w ubóstwie i ucisku – czego przykładem jest Killmonger – jako wciąż „spychani na najniższy szczebel polityczny” w filmie, traktowani jako zasługujący na mniejszą empatię i mniej zdolni do uznania ich czynów za bohaterskie, niż nawet biały szpieg, Ross. Lebron uznał, że T’Challa mógł zostać pokazany jako dobry człowiek, rozumiejąc, w jaki sposób Killmonger został dotknięty amerykańskim rasizmem i „okrucieństwem” T’Chaki, i mógł zgodzić się, że sprawiedliwość czasami wymaga przemocy jako ostateczności przeciwko uciskowi. Podsumował, że „w 2018 roku, świecie będącym domem zarówno dla ruchu Black Lives, jak i zwolenników prezydenta [Donalda Trumpa], który identyfikuje białych zwolenników supremacji jako dobrych ludzi, dostajemy film o upodmiotowieniu czarnoskórych, w którym jedynymi odkupionymi czarnoskórymi są dostojni Afrykanie, [którzy] chronią cnotę i dobro przed zagrożeniem nie ze strony białych Amerykanów czy Europejczyków, ale czarnoskórego Amerykanina”. Jon Ivan Gill z Uniwersytetu Stanu Kalifornia podkreślił, że „Czarna Pantera nie odwołuje się do żadnego rodzaju koncepcji zachodniego chrześcijaństwa w swojej konstrukcji lub kontraście do tego, co wielu może nazwać religią”.

#### Wpływ i znaczenie kulturowe
Jamil Smith z tygodnika „Time” uznał, że Czarna Pantera „pokazała w Hollywood, że afroamerykańskie narracje mają moc generowania zysków od wszystkich odbiorców” i podsumował film jako opór wobec „momentu kulturowej i politycznej regresji, napędzanej częściowo przez ruch białych natywistów […]. Jego tematy kwestionują instytucjonalną stronniczość, jego bohaterowie w niesubtelny sposób rzucają się na ciemiężców, a jego narracja zawiera błyskotliwe perspektywy na życie i tradycję czarnoskórych”. Carvell Wallace z „The New York Times Magazine” uznał film za decydujący moment dla Czarnej Ameryki i napisał, że w przeciwieństwie do wcześniejszych filmów o czarnoskórych superbohaterach Czarna Pantera „jest bardzo specyficznie i celowo przesiąknięta swoją czernią”. Ocenił, że Wakanda stała się „ziemią obiecaną” dla przyszłych pokoleń czarnoskórych Amerykanów, „rozprawiając się ze zbrodniczymi okropnościami naszej [obecnej] amerykańskiej egzystencji”. Historyk Nathan D.B. Connolly stwierdził, że Czarna Pantera jest „potężną fikcyjną analogią do rzeczywistych zmagań”, która nawiązuje do „500-letniej historii ludzi pochodzenia afrykańskiego, którzy wyobrażają sobie wolność, ziemię i narodową autonomię”. Connolly czuł również, że film będzie traktowany kulturowo przez współczesne pokolenie jako odpowiednik Rodzynka w słońcu (1961). Pisarz i aktywista Shaun King uznał film za kulturowy moment w historii czarnoskórych Amerykanów porównując go do bojkotu autobusów w Montgomery przez Rosę Parks, przemówienia „I Have a Dream” Martina Luthera Kinga Jr. czy wyboru Baracka Obamy na prezydenta.
Dyrektor Science & Entertainment Exchange w Narodowej Akademii Nauk, Richard Loverd, uznał, że film zwiększy zainteresowanie młodych czarnoskórych Amerykanów nauką, technologią i Afryką, podobnie jak seria Igrzyska śmierci (2012–2015) oraz film Merida Waleczna (2012) wzbudziły zainteresowanie dziewcząt łucznictwem. Jamie Broadnax z Black Girl Nerds stwierdziła, że wielu ludzi, którzy na ogół nie oglądają adaptacji komiksów, obejrzy Czarną Panterę, ponieważ „będą mogli zobaczyć swoje odbicie w taki sposób, którego po prostu nie byli w stanie zobaczyć wcześniej”, zwłaszcza, że film nie ukazywał trudnych doświadczeń czarnoskórych zazwyczaj pokazywanych w tego typu filmach. Napisała również, że silne postacie kobiece, takie jak Shuri, będą inspiracją dla dziewcząt.Wedle Jamesa Wilta z „Canadian Dimension” „w swej istocie Czarna Pantera zawiera fundamentalnie reakcyjne rozumienie wyzwolenia czarnoskórych, które wyraziście opowiada się za polityką szacunku, a przeciwko rewolucji”, pozwalając „białym ludziom, takim jak ja, czuć się niezwykle komfortowo podczas oglądania filmu”. Russell Rickford z Africa is a Country stwierdził, że postać Killmongera ma na celu „zdyskredytować radykalny internacjonalizm”. Faisal Kutty z Middle East Eye uznał, że film ma motywy islamofobiczne, a jedynymi islamskimi postaciami są bojownicy Boko Haram, którzy porywają kilka dziewcząt i zmuszają je do noszenia hidżabu.
Gil Robertson, założyciel i prezes African American Film Critics Association, określił film jako „krytycznie ważny” oraz jako „okazję do otworzenia drzwi dla innych projektów z czarnoskórymi bohaterami”. Deborah Gilboa, ekspertka ds. rozwoju dzieci, stwierdziła, że film „będzie mieć ogromny wpływ na umysły dzieci” poprzez pokazanie pozytywnych wzorców. Tre Johnson z magazynu „Rolling Stone” powiedział, że „po dziesięcioleciach prób ukazania nowoczesnego czarnego superbohatera mogliśmy w końcu dostać to, o co prosiliśmy”. Stwierdził również, że Czarna Pantera różni się od filmów z gatunku blaxploitation z lat 70. i prób „blaxploitation-lite”, ponieważ jest „pełna szacunku, pomysłowa i potężna” i wyznacza „nowy kierunek” w przedstawianiu czarnych superbohaterów.
W czerwcu 2018 roku National Museum of African American History and Culture przy Smithsonian Institution poinformowało, że zdobyło kilka rekwizytów z filmu, w tym kostium Czarnej Pantery oraz scenariusz podpisany przez Cooglera, Feigego, Cole’a i Moore’a. Muzeum stwierdziło, że kolekcja dostarcza „pełniejszej historii kultury i tożsamości czarnoskórych”, pokazując rozwój czarnoskórych Amerykanów w filmie, „przemysłu, który [kiedyś] ograniczył ich do płaskich, jednowymiarowych i zmarginalizowanych postaci”. Walt Disney Studios we współpracy z programem Women in Entertainment Mentorship czasopisma „The Hollywood Reporter” i jego partnerem, organizacją Big Brothers Big Sisters, stworzyło stypendium „The Black Panther Scholarship” o wartości 250 tysięcy dolarów dla Loyola Marymount University. W grudniu 2018 roku Boseman, Nyong’o i Gurira wręczyli stypendium pierwszemu beneficjentowi podczas The Hollywood Reporter’s Women in Entertainment.

### Nagrody i nominacje

#### 2018
| Ceremonia                                      | Kategoria                                                       | Nominowani                                                           | Rezultat   | Przypis         |
| ---------------------------------------------- | --------------------------------------------------------------- | -------------------------------------------------------------------- | ---------- | --------------- |
| Billboard Music Awards                         | Top Soundtrack                                                  | Black Panther: The Album                                             | Nominacja  | [ 146 ]         |
| Golden Trailer Awards                          | Najlepszy zwiastun                                              | Czarna Pantera                                                       | Wygrana    | [ 147 ] [ 148 ] |
| Golden Trailer Awards                          | Najlepszy zwiastun dla filmu akcji                              | Czarna Pantera                                                       | Wygrana    | [ 147 ] [ 148 ] |
| Golden Trailer Awards                          | Najlepszy spot telewizyjny dla filmu akcji                      | Czarna Pantera                                                       | Wygrana    | [ 147 ] [ 148 ] |
| Golden Trailer Awards                          | Najlepsza edycja dźwięku w spocie telewizyjnym dla filmu        | Czarna Pantera                                                       | Nominacja  | [ 147 ] [ 148 ] |
| Golden Trailer Awards                          | Najlepsza muzyka w spocie telewizyjnym dla filmu                | Czarna Pantera                                                       | Wygrana    | [ 147 ] [ 148 ] |
| Golden Trailer Awards                          | Najlepszy billboard                                             | Czarna Pantera                                                       | Nominacja  | [ 147 ] [ 148 ] |
| Golden Trailer Awards                          | Najlepsza reklama radiowa / audio                               | Czarna Pantera                                                       | Nominacja  | [ 147 ] [ 148 ] |
| Golden Trailer Awards                          | Najlepsza kampania teaserowa                                    | Czarna Pantera                                                       | Nominacja  | [ 147 ] [ 148 ] |
| MTV Movie & TV Awards                          | Najlepszy film                                                  | Czarna Pantera                                                       | Wygrana    | [ 149 ]         |
| MTV Movie & TV Awards                          | Najlepszy aktor                                                 | Chadwick Boseman                                                     | Wygrana    | [ 149 ]         |
| MTV Movie & TV Awards                          | Najlepszy bohater                                               | Chadwick Boseman                                                     | Wygrana    | [ 149 ]         |
| MTV Movie & TV Awards                          | Najlepszy czarny charakter                                      | Michael B. Jordan                                                    | Wygrana    | [ 149 ]         |
| MTV Movie & TV Awards                          | Najlepsza ekranowa drużyna                                      | Chadwick Boseman, Danai Gurira, Letitia Wright, Lupita Nyong’o       | Nominacja  | [ 149 ]         |
| MTV Movie & TV Awards                          | Najlepsza walka                                                 | Chadwick Boseman, Winston Duke                                       | Nominacja  | [ 149 ]         |
| MTV Movie & TV Awards                          | Najlepsza postać kradnąca sceny                                 | Letitia Wright                                                       | Nominacja  | [ 149 ]         |
| BET Awards                                     | Najlepszy aktor                                                 | Chadwick Boseman                                                     | Wygrana    | [ 150 ] [ 151 ] |
| BET Awards                                     | Najlepszy aktor                                                 | Michael B. Jordan                                                    | Nominacja  | [ 150 ] [ 151 ] |
| BET Awards                                     | Najlepszy aktor                                                 | Daniel Kaluuya                                                       | Nominacja  | [ 150 ] [ 151 ] |
| BET Awards                                     | Najlepszy aktor                                                 | Sterling K. Brown                                                    | Nominacja  | [ 150 ] [ 151 ] |
| BET Awards                                     | Najlepsza aktorka                                               | Lupita Nyong’o                                                       | Nominacja  | [ 150 ] [ 151 ] |
| BET Awards                                     | Najlepsza aktorka                                               | Letitia Wright                                                       | Nominacja  | [ 150 ] [ 151 ] |
| BET Awards                                     | Najlepsza aktorka                                               | Angela Bassett                                                       | Nominacja  | [ 150 ] [ 151 ] |
| BET Awards                                     | Najlepszy film                                                  | Czarna Pantera                                                       | Wygrana    | [ 150 ] [ 151 ] |
| BET Awards                                     | Album roku                                                      | Black Panther: The Album                                             | Nominacja  | [ 150 ] [ 151 ] |
| Saturn Awards                                  | Najlepsza adaptacja komiksu                                     | Czarna Pantera                                                       | Wygrana    | [ 152 ] [ 153 ] |
| Saturn Awards                                  | Najlepszy aktor                                                 | Chadwick Boseman                                                     | Nominacja  | [ 152 ] [ 153 ] |
| Saturn Awards                                  | Najlepsza aktorka                                               | Lupita Nyong’o                                                       | Nominacja  | [ 152 ] [ 153 ] |
| Saturn Awards                                  | Najlepszy aktor drugoplanowy                                    | Michael B. Jordan                                                    | Nominacja  | [ 152 ] [ 153 ] |
| Saturn Awards                                  | Najlepsza aktorka drugoplanowa                                  | Danai Gurira                                                         | Wygrana    | [ 152 ] [ 153 ] |
| Saturn Awards                                  | Najlepszy młody aktor / aktorka                                 | Letitia Wright                                                       | Nominacja  | [ 152 ] [ 153 ] |
| Saturn Awards                                  | Najlepszy reżyser                                               | Ryan Coogler                                                         | Wygrana    | [ 152 ] [ 153 ] |
| Saturn Awards                                  | Najlepszy scenariusz                                            | Ryan Coogler, Joe Robert Cole                                        | Nominacja  | [ 152 ] [ 153 ] |
| Saturn Awards                                  | Najlepsza scenografia                                           | Hannah Beachler                                                      | Wygrana    | [ 152 ] [ 153 ] |
| Saturn Awards                                  | Najlepszy montaż                                                | Michael P. Shawver, Claudia Castello                                 | Nominacja  | [ 152 ] [ 153 ] |
| Saturn Awards                                  | Najlepsza muzyka                                                | Ludwig Göransson                                                     | Nominacja  | [ 152 ] [ 153 ] |
| Saturn Awards                                  | Najlepsze kostiumy                                              | Ruth E. Carter                                                       | Nominacja  | [ 152 ] [ 153 ] |
| Saturn Awards                                  | Najlepsza charakteryzacja                                       | Joel Harlow, Ken Diaz                                                | Wygrana    | [ 152 ] [ 153 ] |
| Saturn Awards                                  | Najlepsze efekty specjalne                                      | Geoffrey Baumann, Craig Hammack, Dan Sudick                          | Nominacja  | [ 152 ] [ 153 ] |
| Teen Choice Awards                             | Ulubiony film science-fiction                                   | Czarna Pantera                                                       | Wygrana    | [ 154 ]         |
| Teen Choice Awards                             | Ulubiony aktor w filmie science-fiction                         | Chadwick Boseman                                                     | Nominacja  | [ 154 ]         |
| Teen Choice Awards                             | Ulubiona aktorka w filmie science-fiction                       | Danai Gurira                                                         | Nominacja  | [ 154 ]         |
| Teen Choice Awards                             | Ulubiona aktorka w filmie science-fiction                       | Letitia Wright                                                       | Wygrana    | [ 154 ]         |
| Teen Choice Awards                             | Ulubiona aktorka w filmie science-fiction                       | Lupita Nyong’o                                                       | Nominacja  | [ 154 ]         |
| Teen Choice Awards                             | Ulubiona współpraca muzyczna                                    | The Weeknd & Kendrick Lamar – „Pray for Me”                          | Nominacja  | [ 154 ]         |
| Teen Choice Awards                             | Ulubiony czarny charakter                                       | Michael B. Jordan                                                    | Wygrana    | [ 154 ]         |
| Teen Choice Awards                             | Ulubiony pocałunek                                              | Chadwick Boseman, Lupita Nyong’o                                     | Nominacja  | [ 154 ]         |
| Teen Choice Awards                             | Ulubiona chemia filmowa                                         | Chadwick Boseman, Lupita Nyong’o                                     | Nominacja  | [ 154 ]         |
| Teen Choice Awards                             | Przełomowa rola kinowa                                          | Letitia Wright                                                       | Nominacja  | [ 154 ]         |
| Teen Choice Awards                             | Ulubiona piosenka R&B/Hip-Hop                                   | Kendrick Lamar & SZA – „All the Stars”                               | Nominacja  | [ 154 ]         |
| People’s Choice Awards                         | Ulubiony film                                                   | Czarna Pantera                                                       | Nominacja  | [ 155 ]         |
| People’s Choice Awards                         | Ulubiony film akcji                                             | Czarna Pantera                                                       | Nominacja  | [ 155 ]         |
| People’s Choice Awards                         | Ulubiony aktor filmowy                                          | Chadwick Boseman                                                     | Wygrana    | [ 155 ]         |
| People’s Choice Awards                         | Ulubiony aktor lub aktorka w filmie akcji                       | Chadwick Boseman                                                     | Nominacja  | [ 155 ]         |
| People’s Choice Awards                         | Ulubiony aktor lub aktorka w filmie akcji                       | Danai Gurira                                                         | Wygrana    | [ 155 ]         |
| MTV Video Music Awards                         | Najlepsze efekty specjalne w teledysku                          | Loris Paillier za „All the Stars” – Kendrick Lamar & SZA             | Wygrana    | [ 156 ]         |
| iHeartRadio Much Music Video Awards            | Najlepsza współpraca                                            | „All the Stars” – Kendrick Lamar & SZA                               | Nominacja  | [ 157 ]         |
| iHeartRadio Much Music Video Awards            | Najlepsza współpraca                                            | „Pray for Me” – The Weeknd & Kendrick Lamar                          | Nominacja  | [ 157 ]         |
| American Music Awards                          | Najlepszy soundtrack                                            | Black Panther: The Album                                             | Wygrana    | [ 158 ]         |
| World Soundtrack Awards                        | Najlepsza oryginalna piosenka napisana specjalnie dla filmu     | „Black Panther” – Kendrick Lamar                                     | Wygrana    | [ 159 ]         |
| BBC Radio 1's Teen Awards                      | Najlepszy film                                                  | Czarna Pantera                                                       | Nominacja  | [ 160 ]         |
| Hollywood Post Alliance Awards                 | Najlepszy dźwięk w filmie                                       | Benjamin A. Burtt, Steve Boeddeker, Brandon Proctor, Skywalker Sound | Nominacja  | [ 161 ]         |
| Hollywood Film Awards                          | Najlepszy film                                                  | Czarna Pantera                                                       | Wygrana    | [ 162 ]         |
| Hollywood Film Awards                          | Najlepsza scenografia                                           | Hannah Beachler                                                      | Wygrana    | [ 162 ]         |
| Hollywood Music in Media Awards                | Najlepszy soundtrack                                            | Black Panther: The Album                                             | Wygrana    | [ 163 ]         |
| Hollywood Music in Media Awards                | Najlepsza ścieżka dźwiękowa w filmie Sci-Fi / Fantasy / Horror  | Ludwig Göransson                                                     | Wygrana    | [ 163 ]         |
| Hollywood Music in Media Awards                | Najlepsza oryginalna piosenka w filmie Sci-Fi / Fantasy /Horror | „All the Stars” – Kendrick Lamar & SZA                               | Wygrana    | [ 163 ]         |
| Hollywood Music in Media Awards                | Najlepszy kierownik muzyczny w filmie                           | Dave Jordan                                                          | Nominacja  | [ 163 ]         |
| AACTA Awards                                   | Najlepsze efekty specjalne lub animacja                         | Brendan Seals, Michael Perdew, Andrew Zink, Raphael A. Pimentel      | Nominacja  | [ 164 ]         |
| Washington D.C. Area Film Critics Association  | Najlepsza reżyseria                                             | Ryan Coogler                                                         | Nominacja  | [ 165 ]         |
| Washington D.C. Area Film Critics Association  | Najlepszy filmowy zespół aktorski                               | Czarna Pantera                                                       | Nominacja  | [ 165 ]         |
| Washington D.C. Area Film Critics Association  | Najlepszy aktor drugoplanowy                                    | Michael B. Jordan                                                    | Nominacja  | [ 165 ]         |
| Washington D.C. Area Film Critics Association  | Najlepszy scenariusz adaptowany                                 | Ryan Coogler, Joe Robert Cole                                        | Nominacja  | [ 165 ]         |
| Washington D.C. Area Film Critics Association  | Najlepsza scenografia                                           | Hannah Beachler, Jay Hart                                            | Wygrana    | [ 165 ]         |
| Washington D.C. Area Film Critics Association  | Najlepsza muzyka                                                | Ludwig Göransson                                                     | Nominacja  | [ 165 ]         |
| Chicago Film Critics Awards                    | Najlepszy aktor drugoplanowy                                    | Michael B. Jordan                                                    | Nominacja  | [ 166 ]         |
| Chicago Film Critics Awards                    | Najlepsza scenografia                                           | Hannah Beachler, Jay Hart                                            | Nominacja  | [ 166 ]         |
| Chicago Film Critics Awards                    | Najlepsze efekty specjalne                                      | Geoffrey Baumann, Jesse James Chisholm, Craig Hammack, Dan Sudick    | Nominacja  | [ 166 ]         |
| San Francisco Film Critics Circle              | Najlepszy aktor drugoplanowy                                    | Michael B. Jordan                                                    | Wygrana    | [ 167 ]         |
| San Francisco Film Critics Circle              | Najlepszy scenariusz adaptowany                                 | Ryan Coogler, Joe Robert Cole                                        | Nominacja  | [ 167 ]         |
| San Francisco Film Critics Circle              | Najlepsza scenografia                                           | Hannah Beachler                                                      | Wygrana    | [ 167 ]         |
| San Francisco Film Critics Circle              | Najlepsza muzyka                                                | Ludwig Göransson                                                     | Nominacja  | [ 167 ]         |
| San Diego Film Critics Society                 | Najlepsza scenografia                                           | Hannah Beachler                                                      | Nominacja  | [ 168 ]         |
| San Diego Film Critics Society                 | Najlepsze efekty specjalne                                      | Geoffrey Baumann, Jesse James Chisholm, Craig Hammack, Dan Sudick    | Nominacja  | [ 168 ]         |
| African-American Film Critics Association      | Najlepszy film                                                  | Czarna Pantera                                                       | Wygrana    | [ 169 ]         |
| African-American Film Critics Association      | Najlepsza reżyseria                                             | Ryan Coogler                                                         | Wygrana    | [ 169 ]         |
| African-American Film Critics Association      | Najlepszy utwór                                                 | „All the Stars” – Kendrick Lamar & SZA                               | Wygrana    | [ 169 ]         |
| Women Film Critics Circle                      | Najlepsze superbohaterki akcji                                  | Czarna Pantera                                                       | Wygrana    | [ 170 ]         |
| Women Film Critics Circle                      | Najlepeszy parytet płci                                         | Czarna Pantera                                                       | Wygrana    | [ 170 ]         |
| St. Louis Film Critics Association             | Najlepszy aktor drugoplanowy                                    | Michael B. Jordan                                                    | Nominacja  | [ 171 ]         |
| St. Louis Film Critics Association             | Najlepszy film akcji                                            | Czarna Pantera                                                       | Nominacja  | [ 171 ]         |
| St. Louis Film Critics Association             | Najlepsza scenografia                                           | Hannah Beachler                                                      | Wygrana    | [ 171 ]         |
| St. Louis Film Critics Association             | Najlepsze efekty specjalne                                      | Geoffrey Baumann, Jesse James Chisholm, Craig Hammack, Dan Sudick    | Nominacja  | [ 171 ]         |
| Indiana Film Journalists Association Awards    | Najlepszy film                                                  | Czarna Pantera                                                       | Nominacja  | [ 172 ]         |
| Indiana Film Journalists Association Awards    | Najlepszy scenariusz adaptowany                                 | Ryan Coogler, Joe Robert Cole                                        | Nominacja  | [ 172 ]         |
| Indiana Film Journalists Association Awards    | Najlepsza reżyseria                                             | Ryan Coogler                                                         | Nominacja  | [ 172 ]         |
| Indiana Film Journalists Association Awards    | Najlepszy aktor drugoplanowy                                    | Michael B. Jordan                                                    | Nominacja  | [ 172 ]         |
| Indiana Film Journalists Association Awards    | Najlepsza aktorka drugoplanowa                                  | Danai Gurira                                                         | Nominacja  | [ 172 ]         |
| Indiana Film Journalists Association Awards    | Najlepsza muzyka                                                | Ludwig Göransson                                                     | Nominacja  | [ 172 ]         |
| Los Angeles Online Film Critics Society Awards | Najlepszy film                                                  | Czarna Pantera                                                       | Nominacja  | [ 173 ]         |
| Los Angeles Online Film Critics Society Awards | Najlepsze film akcji                                            | Czarna Pantera                                                       | Nominacja  | [ 173 ]         |
| Los Angeles Online Film Critics Society Awards | Najlepszy blockbuster                                           | Czarna Pantera                                                       | Wygrana    | [ 173 ]         |
| Los Angeles Online Film Critics Society Awards | Najlepszy filmowy zespół aktorski                               | Czarna Pantera                                                       | Nominacja  | [ 173 ]         |
| Los Angeles Online Film Critics Society Awards | Najlepsza praca kaskaderów                                      | Czarna Pantera                                                       | Nominacja  | [ 173 ]         |
| Los Angeles Online Film Critics Society Awards | Najlepsze efekty specjalne                                      | Czarna Pantera                                                       | Nominacja  | [ 173 ]         |
| Los Angeles Online Film Critics Society Awards | Najlepszy reżyser                                               | Ryan Coogler                                                         | Nominacja  | [ 173 ]         |
| Los Angeles Online Film Critics Society Awards | Najlepsza muzyka                                                | Ludwig Göransson                                                     | Nominacja  | [ 173 ]         |
| Los Angeles Online Film Critics Society Awards | Najlepsza piosenka                                              | „All the Stars” – Kendrick Lamar & SZA                               | Nominacja  | [ 173 ]         |
| Phoenix Critics Circle Awards                  | Najlepszy film na podstawie komiksu lub powieści graficznej     | Czarna Pantera                                                       | Nominacja  | [ 174 ]         |
| Phoenix Critics Circle Awards                  | Najlepszy aktor drugoplanowy                                    | Michael B. Jordan                                                    | Nominacja  | [ 174 ]         |
| Phoenix Critics Circle Awards                  | Najlepsza muzyka                                                | Ludwig Göransson                                                     | Nominacja  | [ 174 ]         |
| Dallas–Fort Worth Film Critics Association     | Top 10                                                          | Czarna Pantera                                                       | 6. miejsce | [ 175 ]         |
| Dallas–Fort Worth Film Critics Association     | Najlepszy aktor drugoplanowy                                    | Michael B. Jordan                                                    | Nominacja  | [ 175 ]         |
| Seattle Film Critics Society                   | Najlepszy film roku                                             | Czarna Pantera                                                       | Nominacja  | [ 176 ]         |
| Seattle Film Critics Society                   | Najlepszy obsada                                                | Czarna Pantera                                                       | Nominacja  | [ 176 ]         |
| Seattle Film Critics Society                   | Najlepszy aktor drugoplanowy                                    | Michael B. Jordan                                                    | Nominacja  | [ 176 ]         |
| Seattle Film Critics Society                   | Najlepszy złoczyńca                                             | Michael B. Jordan                                                    | Wygrana    | [ 176 ]         |
| Seattle Film Critics Society                   | Najlepsza scenografia                                           | Hannah Beachler                                                      | Nominacja  | [ 176 ]         |
| Seattle Film Critics Society                   | Najlepsze kostiumy                                              | Ruth E. Carter                                                       | Wygrana    | [ 176 ]         |
| Seattle Film Critics Society                   | Najlepsze efekty specjalne                                      | Geoffrey Baumann, Jesse James Chisholm, Craig Hammack, Dan Sudick    | Nominacja  | [ 176 ]         |
| Nevada Film Critics Society Awards             | Najlepszy scenariusz adaptowany                                 | Ryan Coogler, Joe Robert Cole                                        | Wygrana    | [ 177 ]         |

#### 2019
| Ceremonia                                           | Kategoria                                                                       | Nominowani | Rezultat   | Przypis |
| --------------------------------------------------- | ------------------------------------------------------------------------------- | --- | ---------- | ------- |
| Online Film Critics Society                         | Specjalne wyróżnienie                                                           | Ryan Coogler | Wygrana    | [ 178 ] |
| Online Film Critics Society                         | Najlepszy aktor drugoplanowy                                                    | Michael B. Jordan | Wygrana    | [ 178 ] |
| Online Film Critics Society                         | Najlepsze kostiumy                                                              | Ruth E. Carter | Wygrana    | [ 178 ] |
| Online Film Critics Society                         | Najlepsza muzyka                                                                | Ludwig Göransson | Nominacja  | [ 178 ] |
| North Carolina Film Critics Association             | Najlepszy film                                                                  | Czarna Pantera | Nominacja  | [ 179 ] |
| North Carolina Film Critics Association             | Najlepszy aktor drugoplanowy                                                    | Michael B. Jordan | Wygrana    | [ 179 ] |
| North Carolina Film Critics Association             | Najlepszy scenariusz adaptowany                                                 | Ryan Coogler, Joe Robert Cole | Nominacja  | [ 179 ] |
| North Carolina Film Critics Association             | Najlepsze efekty specjalne                                                      | Geoffrey Baumann, Jesse James Chisholm, Craig Hammack, Dan Sudick                                                                      | Wygrana    | [ 179 ] |
| North Carolina Film Critics Association             | Najlepsza muzyka                                                                | Ludwig Göransson | Nominacja  | [ 179 ] |
| Houston Film Critics Society                        | Najlepszy film                                                                  | Czarna Pantera | Nominacja  | [ 180 ] |
| Houston Film Critics Society                        | Najlepszy aktor drugoplanowy                                                    | Michael B. Jordan | Nominacja  | [ 180 ] |
| Houston Film Critics Society                        | Najlepsze zdjęcia                                                               | Rachel Morrison | Nominacja  | [ 180 ] |
| Houston Film Critics Society                        | Najlepsza muzyka                                                                | Ludwig Göransson | Nominacja  | [ 180 ] |
| Houston Film Critics Society                        | Najlepsza piosenka                                                              | „All the Stars” – Kendrick Lamar & SZA                                                                                                 | Nominacja  | [ 180 ] |
| Houston Film Critics Society                        | Najlepsze efekty specjalne                                                      | Geoffrey Baumann, Jesse James Chisholm, Craig Hammack, Dan Sudick                                                                      | Nominacja  | [ 180 ] |
| American Film Institute                             | Top 10 filmów roku                                                              | Czarna Pantera | Wygrana    | [ 181 ] |
| Złote Globy                                         | Najlepszy film dramatyczny                                                      | Czarna Pantera | Nominacja  | [ 182 ] |
| Złote Globy                                         | Najlepsza piosenka                                                              | „All the Stars” – Kendrick Lamar & SZA                                                                                                 | Nominacja  | [ 182 ] |
| Złote Globy                                         | Najlepsza muzyka                                                                | Ludwig Göransson | Nominacja  | [ 182 ] |
| Austin Film Critics Association                     | Najlepszy filmowy zespół aktorski                                               | Czarna Pantera | Nominacja  | [ 183 ] |
| Austin Film Critics Association                     | Najlepszy zespół kaskaderski                                                    | Czarna Pantera | Nominacja  | [ 183 ] |
| Austin Film Critics Association                     | Najlepszy aktor drugoplanowy                                                    | Michael B. Jordan | Nominacja  | [ 183 ] |
| National Board of Review                            | Top 10                                                                          | Czarna Pantera | Wygrana    | [ 184 ] |
| Alliance of Women Film Journalists                  | Najlepszy filmowy zespół aktorski – dyrektor castingu                           | Czarna Pantera – Sarah Finn | Wygrana    | [ 185 ] |
| Alliance of Women Film Journalists                  | Najlepszy scenariusz adaptowany                                                 | Ryan Coogler, Joe Robert Cole | Nominacja  | [ 185 ] |
| Alliance of Women Film Journalists                  | Najlepszy aktor drugoplanowy                                                    | Michael B. Jordan | Nominacja  | [ 185 ] |
| Alliance of Women Film Journalists                  | Najlepsze zdjęcia                                                               | Rachel Morrison | Nominacja  | [ 185 ] |
| Alliance of Women Film Journalists                  | Najlepszy montaż                                                                | Debbie Berman, Michael P. Shawyer | Nominacja  | [ 185 ] |
| Alliance of Women Film Journalists                  | Najlepszy przełomowy występ                                                     | Letitia Wright | Nominacja  | [ 185 ] |
| Alliance of Women Film Journalists                  | Najlepsze osiągnięcia przez kobietę w branży filmowej                           | Rachel Morrison | Wygrana    | [ 185 ] |
| Georgia Film Critics Association                    | Oglethorpe Award                                                                | Czarna Pantera | Wygrana    | [ 186 ] |
| Georgia Film Critics Association                    | Najlepszy filmowy zespół aktorski                                               | Czarna Pantera | Nominacja  | [ 186 ] |
| Georgia Film Critics Association                    | Najlepszy scenariusz adaptowany                                                 | Ryan Coogler, Joe Robert Cole | Nominacja  | [ 186 ] |
| Georgia Film Critics Association                    | Najlepsze zdjęcia                                                               | Rachel Morrison | Nominacja  | [ 186 ] |
| Georgia Film Critics Association                    | Najlepsza scenografia                                                           | Hannah Beachler, Jay Hart | Nominacja  | [ 186 ] |
| Georgia Film Critics Association                    | Najlepsza muzyka                                                                | Ludwig Göransson | Nominacja  | [ 186 ] |
| Georgia Film Critics Association                    | Najlepsza piosenka                                                              | „All the Stars” – Kendrick Lamar & SZA                                                                                                 | Nominacja  | [ 186 ] |
| Golden Tomato Awards                                | Najlepszy film w szerokiej dystrybucji                                          | Czarna Pantera | Wygrana    | [ 187 ] |
| Golden Tomato Awards                                | Najlepszy film na podstawie komiksu / powieści graficznej                       | Czarna Pantera | Wygrana    | [ 187 ] |
| Golden Tomato Awards                                | Ulubiony film w 2018 roku                                                       | Czarna Pantera | 5. miejsce | [ 188 ] |
| Denver Film Critics Awards                          | Najlepszy reżyser                                                               | Ryan Coogler | Nominacja  | [ 189 ] |
| Denver Film Critics Awards                          | Najlepszy aktor drugoplanowy                                                    | Michael B. Jordan | Nominacja  | [ 189 ] |
| Denver Film Critics Awards                          | Najlepszy film fantastycznonaukowy lub horror                                   | Czarna Pantera | Nominacja  | [ 189 ] |
| Denver Film Critics Awards                          | Najlepszy scenariusz adaptowany                                                 | Ryan Coogler, Joe Robert Cole | Nominacja  | [ 189 ] |
| Denver Film Critics Awards                          | Najlepsza muzyka                                                                | Ludwig Göransson | Wygrana    | [ 189 ] |
| Denver Film Critics Awards                          | Najlepsza piosenka                                                              | „All the Stars” – Kendrick Lamar & SZA                                                                                                 | Nominacja  | [ 189 ] |
| Denver Film Critics Awards                          | Najlepsze efekty specjalne                                                      | Geoffrey Baumann, Jesse James Chisholm, Craig Hammack, Dan Sudick                                                                      | Nominacja  | [ 189 ] |
| Dorian Awards                                       | Najlepszy występ aktora drugoplanowego                                          | Michael B. Jordan | Nominacja  | [ 190 ] |
| Dorian Awards                                       | Wizualnie uderzający film roku                                                  | Czarna Pantera | Nominacja  | [ 190 ] |
| Los Angeles Film Critics Association                | Najlepsza scenografia                                                           | Hannah Beachler | Wygrana    | [ 191 ] |
| Critics’ Choice Movie Awards                        | Najlepszy film                                                                  | Czarna Pantera | Nominacja  | [ 192 ] |
| Critics’ Choice Movie Awards                        | Najlepszy film akcji                                                            | Czarna Pantera | Nominacja  | [ 192 ] |
| Critics’ Choice Movie Awards                        | Najlepszy filmowy zespół aktorski                                               | Czarna Pantera | Nominacja  | [ 192 ] |
| Critics’ Choice Movie Awards                        | Najlepszy aktor drugoplanowy                                                    | Michael B. Jordan | Nominacja  | [ 192 ] |
| Critics’ Choice Movie Awards                        | Najlepszy scenariusz adaptowany                                                 | Ryan Coogler, Joe Robert Cole | Nominacja  | [ 192 ] |
| Critics’ Choice Movie Awards                        | Najlepsze zdjęcia                                                               | Rachel Morrison | Nominacja  | [ 192 ] |
| Critics’ Choice Movie Awards                        | Najlepsza scenografia                                                           | Hannah Beachler, Jay Hart | Wygrana    | [ 192 ] |
| Critics’ Choice Movie Awards                        | Najlepsza charakteryzacja                                                       | Camille Friend, Joel Harlow, Ken Diaz                                                                                                  | Nominacja  | [ 192 ] |
| Critics’ Choice Movie Awards                        | Najlepsze kostiumy                                                              | Ruth E. Carter | Wygrana    | [ 192 ] |
| Critics’ Choice Movie Awards                        | Najlepsze efekty specjalne                                                      | Geoffrey Baumann, Jesse James Chisholm, Craig Hammack, Dan Sudick                                                                      | Wygrana    | [ 192 ] |
| Critics’ Choice Movie Awards                        | Najlepsza muzyka                                                                | Ludwig Göransson | Nominacja  | [ 192 ] |
| Critics’ Choice Movie Awards                        | Najlepsza piosenka                                                              | „All the Stars” – Kendrick Lamar & SZA                                                                                                 | Nominacja  | [ 192 ] |
| Amerykańska Gildia Producentów Filmowych            | Najlepszy producent filmowy                                                     | Czarna Pantera – Kevin Feige | Nominacja  | [ 193 ] |
| London Film Critics’ Circle                         | Najlepszy aktor drugoplanowy                                                    | Michael B. Jordan | Nominacja  | [ 194 ] |
| London Film Critics’ Circle                         | Najlepszy brytyjski aktor                                                       | Daniel Kaluuya | Nominacja  | [ 194 ] |
| Online Film & Television Association                | Najlepszy film                                                                  | Czarna Pantera | Nominacja  | [ 195 ] |
| Online Film & Television Association                | Najlepszy filmowy zespół aktorski                                               | Czarna Pantera | Nominacja  | [ 195 ] |
| Online Film & Television Association                | Najlepszy casting                                                               | Czarna Pantera | Nominacja  | [ 195 ] |
| Online Film & Television Association                | Najlepszy dźwięk                                                                | Czarna Pantera | Nominacja  | [ 195 ] |
| Online Film & Television Association                | Najlepsza efekty dźwiękowe                                                      | Czarna Pantera | Nominacja  | [ 195 ] |
| Online Film & Television Association                | Najlepsza praca kaskaderów                                                      | Czarna Pantera | Nominacja  | [ 195 ] |
| Online Film & Television Association                | Najlepsza sekwencja tytułowa                                                    | Czarna Pantera | Nominacja  | [ 195 ] |
| Online Film & Television Association                | Najlepszy plakat                                                                | Czarna Pantera | Nominacja  | [ 195 ] |
| Online Film & Television Association                | Najlepszy przełomowy występ aktorki                                             | Letitia Wright | Nominacja  | [ 195 ] |
| Online Film & Television Association                | Najlepszy filmowy zespół aktorski                                               | Czarna Pantera | Nominacja  | [ 195 ] |
| Online Film & Television Association                | Najlepsza muzyka                                                                | Ludwig Göransson | Nominacja  | [ 195 ] |
| Online Film & Television Association                | Najlepsza piosenka                                                              | „All the Stars” – Kendrick Lamar & SZA                                                                                                 | Nominacja  | [ 195 ] |
| Online Film & Television Association                | Najlepsza scenografia                                                           | Hannah Beachler | Nominacja  | [ 195 ] |
| Online Film & Television Association                | Najlepsza charakteryzacja                                                       | Camille Friend, Joel Harlow, Ken Diaz                                                                                                  | Nominacja  | [ 195 ] |
| Online Film & Television Association                | Najlepsze kostiumy                                                              | Ruth E. Carter | Wygrana    | [ 195 ] |
| Online Film & Television Association                | Najlepsze efekty specjalne                                                      | Geoffrey Baumann, Jesse James Chisholm, Craig Hammack, Dan Sudick                                                                      | Nominacja  | [ 195 ] |
| TEC Awards                                          | Najlepsza produkcja dźwięku                                                     | Czarna Pantera | Wygrana    | [ 196 ] |
| Amerykańska Gildia Aktorów Filmowych                | Najlepszy filmowy zespół aktorski                                               | Czarna Pantera | Wygrana    | [ 197 ] |
| Amerykańska Gildia Aktorów Filmowych                | Najlepszy zespół kaskaderski w filmie                                           | Czarna Pantera | Wygrana    | [ 197 ] |
| Circuit Community Awards                            | Najlepsza muzyka                                                                | Ludwig Göransson | Nominacja  | [ 198 ] |
| Circuit Community Awards                            | Najlepsza piosenka                                                              | „All the Stars” – Kendrick Lamar & SZA                                                                                                 | Nominacja  | [ 198 ] |
| Circuit Community Awards                            | Najlepsze kostiumy                                                              | Ruth E. Carter | Wygrana    | [ 198 ] |
| Circuit Community Awards                            | Najlepsza charakteryzacja                                                       | Joel Harlow, Camille Friend, Ken Diaz                                                                                                  | Wygrana    | [ 198 ] |
| Circuit Community Awards                            | Najlepszy dźwięk                                                                | Steve Boeddeker, Brandon Proctor, Peter Devlin, Benjamin A. Burtt                                                                      | Nominacja  | [ 198 ] |
| Circuit Community Awards                            | Najlepsza scenografia                                                           | Hannah Beachler, Jay Hart | Nominacja  | [ 198 ] |
| Circuit Community Awards                            | Najlepszy zespół kaskaderski w filmie                                           | Czarna Pantera | Nominacja  | [ 198 ] |
| Gold Derby Awards                                   | Najlepszy film                                                                  | Czarna Pantera | Nominacja  | [ 199 ] |
| Gold Derby Awards                                   | Najlepszy zespół aktorski w filmie                                              | Czarna Pantera | Nominacja  | [ 199 ] |
| Gold Derby Awards                                   | Najlepsze kostiumy                                                              | Ruth E. Carter | Nominacja  | [ 199 ] |
| Gold Derby Awards                                   | Najlepsza charakteryzacja                                                       | Camille Friend, Joel Harlow, Ken Diaz                                                                                                  | Nominacja  | [ 199 ] |
| Gold Derby Awards                                   | Najlepsza muzyka                                                                | Ludwig Göransson | Nominacja  | [ 199 ] |
| Gold Derby Awards                                   | Najlepsza piosenka                                                              | „All the Stars” – Kendrick Lamar & SZA                                                                                                 | Nominacja  | [ 199 ] |
| Gold Derby Awards                                   | Najlepsza scenografia                                                           | Hannah Beachler | Nominacja  | [ 199 ] |
| Gold Derby Awards                                   | Najlepsze efekty specjalne                                                      | Geoffrey Baumann, Jesse James Chisholm, Craig Hammack, Dan Sudick                                                                      | Nominacja  | [ 199 ] |
| Amerykańska Gildia Dyrektorów Castingu              | Zeitgeist Award                                                                 | Sarah Halley Finn, Meagan Lewis, Jason B. Stamey, Nicholas Amick Mudd                                                                  | Wygrana    | [ 200 ] |
| Amerykańska Gildia Scenografów                      | Najlepsza scenografia w filmie fantasy                                          | Hannah Beachler | Wygrana    | [ 201 ] |
| Amerykańska Gildia Scenografów                      | Najlepsza scenografia w reklamie lub teledysku                                  | Ethan Tobman za „All the Stars” – Kendrick Lamar & SZA                                                                                 | Nominacja  | [ 201 ] |
| Black Reel Awards                                   | Najlepszy film                                                                  | Czarna Pantera | Wygrana    | [ 202 ] |
| Black Reel Awards                                   | Najlepszy filmowy zespół aktorski                                               | Czarna Pantera | Wygrana    | [ 202 ] |
| Black Reel Awards                                   | Najlepszy aktor                                                                 | Chadwick Boseman | Wygrana    | [ 202 ] |
| Black Reel Awards                                   | Najlepszy reżyser                                                               | Ryan Coogler | Wygrana    | [ 202 ] |
| Black Reel Awards                                   | Najlepszy aktor drugoplanowy                                                    | Michael B. Jordan | Wygrana    | [ 202 ] |
| Black Reel Awards                                   | Najlepsza aktorka drugoplanowa                                                  | Danai Gurira | Nominacja  | [ 202 ] |
| Black Reel Awards                                   | Najlepsza aktorka drugoplanowa                                                  | Lupita Nyong’o | Nominacja  | [ 202 ] |
| Black Reel Awards                                   | Najlepsza aktorka drugoplanowa                                                  | Letitia Wright | Nominacja  | [ 202 ] |
| Black Reel Awards                                   | Najlepszy scenariusz                                                            | Ryan Coogler, Joe Robert Cole | Nominacja  | [ 202 ] |
| Black Reel Awards                                   | Najlepsza muzyka                                                                | Ludwig Göransson | Nominacja  | [ 202 ] |
| Black Reel Awards                                   | Najlepsza piosenka                                                              | „All the Stars” – Kendrick Lamar & SZA                                                                                                 | Wygrana    | [ 202 ] |
| Black Reel Awards                                   | Najlepsza piosenka                                                              | „Pray for Me” – The Weeknd & Kendrick Lamar                                                                                            | Nominacja  | [ 202 ] |
| Black Reel Awards                                   | Najlepszy przełomowy występ aktora                                              | Winston Duke | Wygrana    | [ 202 ] |
| Black Reel Awards                                   | Najlepszy przełomowy występ aktorki                                             | Letitia Wright | Wygrana    | [ 202 ] |
| Black Reel Awards                                   | Najlepsze zdjęcia                                                               | Rachel Morrison | Nominacja  | [ 202 ] |
| Black Reel Awards                                   | Najlepsza scenografia                                                           | Hannah Beachler | Wygrana    | [ 202 ] |
| Black Reel Awards                                   | Najlepsze kostiumy                                                              | Ruth E. Carter | Wygrana    | [ 202 ] |
| Humanitas Prize                                     | Film pełnometrażowy                                                             | Czarna Pantera | Nominacja  | [ 203 ] |
| USC Scripter Awards                                 | Najlepszy scenariusz adaptowany                                                 | Ryan Coogler, Joe Robert Cole | Nominacja  | [ 204 ] |
| Nagroda Brytyjskiej Akademii Filmowej               | Najlepsze efekty specjalne                                                      | Geoffrey Baumann, Jesse James Chisholm, Craig Hammack, Dan Sudick                                                                      | Wygrana    | [ 205 ] |
| Grammy Awards                                       | Album roku                                                                      | Black Panther: The Album | Nominacja  | [ 206 ] |
| Grammy Awards                                       | Nagranie roku                                                                   | „All the Stars” – Kendrick Lamar & SZA                                                                                                 | Nominacja  | [ 206 ] |
| Grammy Awards                                       | Piosenka roku                                                                   | „All the Stars” – Kendrick Lamar & SZA                                                                                                 | Nominacja  | [ 206 ] |
| Grammy Awards                                       | Najlepsza piosenka napisana specjalnie dla formy wizualnej                      | „All the Stars” – Kendrick Lamar & SZA                                                                                                 | Nominacja  | [ 206 ] |
| Grammy Awards                                       | Najlepsza współpraca rapera z wokalistą                                         | „All the Stars” – Kendrick Lamar & SZA                                                                                                 | Nominacja  | [ 206 ] |
| Grammy Awards                                       | Najlepsza piosenka – rap                                                        | „King’s Dead” – Kendrick Lamar, Jay Rock, Future & James Blake                                                                         | Nominacja  | [ 206 ] |
| Grammy Awards                                       | Najlepszy wykonanie – rap                                                       | „King’s Dead” – Kendrick Lamar, Jay Rock, Future & James Blake                                                                         | Wygrana    | [ 206 ] |
| Grammy Awards                                       | Najlepsza ilustracyjna ścieżka muzyczna w formach wizualnych                    | Ludwig Göransson | Wygrana    | [ 206 ] |
| Amerykańska Gildia Filmowych Kierowników Muzycznych | Najlepsze kierownictwo muzyczne w filmie z budżetem powyżej 25 milionów dolarów | Dave Jordan | Nominacja  | [ 207 ] |
| Amerykańska Gildia Filmowych Kierowników Muzycznych | Najlepsza piosenka nagrana do filmu                                             | „All the Stars” – Kendrick Lamar & SZA                                                                                                 | Nominacja  | [ 207 ] |
| AARP Movies For Grownups                            | Najlepszy filmowy zespół aktorski                                               | Czarna Pantera | Nominacja  | [ 208 ] |
| AARP Movies For Grownups                            | Najlepsza aktorka drugoplanowa                                                  | Angela Bassett | Nominacja  | [ 208 ] |
| Cinema Audio Society Awards                         | Film fabularny                                                                  | Czarna Pantera | Nominacja  | [ 209 ] |
| Amerykańska Gildia Charakteryzatorów                | Najlepsza stylizacja włosów postaci                                             | Camille Friend, Jaime Leigh McIntosh, and Louisa Anthony                                                                               | Nominacja  | [ 210 ] |
| Amerykańska Gildia Charakteryzatorów                | Najlepsza charakteryzacja w filmie pełnometrażowym                              | Joel Harlow, Ken Diaz, and Sian Richards                                                                                               | Nominacja  | [ 210 ] |
| Amerykańska Gildia Scenarzystów                     | Najlepszy scenariusz adaptowany                                                 | Joe Robert Cole, Ryan Coogler | Nominacja  | [ 211 ] |
| Satellite Awards                                    | Auteur Award                                                                    | Ryan Coogler | Wygrana    | [ 212 ] |
| Satellite Awards                                    | Najlepszy film                                                                  | Czarna Pantera | Nominacja  | [ 212 ] |
| Satellite Awards                                    | Najlepsza piosenka                                                              | „All the Stars” – Kendrick Lamar & SZA                                                                                                 | Nominacja  | [ 212 ] |
| Satellite Awards                                    | Najlepsze zdjęcia                                                               | Rachel Morrison | Nominacja  | [ 212 ] |
| Satellite Awards                                    | Najlepsze kostiumy                                                              | Ruth E. Carter | Nominacja  | [ 212 ] |
| Satellite Awards                                    | Najlepsza scenografia                                                           | Hannah Beachler, Jay Hart | Nominacja  | [ 212 ] |
| Satellite Awards                                    | Najlepsze efekty specjalne                                                      | Geoffrey Baumann, Jesse James Chisholm, Craig Hammack, Dan Sudick                                                                      | Wygrana    | [ 212 ] |
| Satellite Awards                                    | Najlepszy dźwięk                                                                | Peter Devlin, Steven Boeddeker, Brandon Proctor, Christopher Foge, Doc Kane, Scott Curtis                                              | Nominacja  | [ 212 ] |
| Golden Reel Awards                                  | Najlepszy montaż dźwięku w filmie pełnometrażowym – efekty i imitacje dźwiękowe | Czarna Pantera | Nominacja  | [ 213 ] |
| Golden Reel Awards                                  | Najlepszy montaż tła muzycznego w filmie pełnometrażowym                        | Czarna Pantera | Nominacja  | [ 213 ] |
| Amerykańska Gildia Kostiumologów                    | Najlepsze kostiumy w filmie science-fiction / fantasy                           | Ruth E. Carter | Wygrana    | [ 214 ] |
| International Film Music Critics Association        | Kompozytor roku                                                                 | Ludwig Göransson | Nominacja  | [ 215 ] |
| International Film Music Critics Association        | Ścieżka dźwiękowa roku                                                          | Ludwig Göransson | Nominacja  | [ 215 ] |
| International Film Music Critics Association        | Najlepsza ścieżka dźwiękowa w filmie Fantasy / Science Fiction / Horror         | Ludwig Göransson | Nominacja  | [ 215 ] |
| International Online Cinema Awards                  | Najlepszy filmowy zespół aktorski                                               | Czarna Pantera | Nominacja  | [ 216 ] |
| International Online Cinema Awards                  | Najlepsza scenografia                                                           | Hannah Beachler | Nominacja  | [ 216 ] |
| International Online Cinema Awards                  | Najlepsze kostiumy                                                              | Ruth E. Carter | Nominacja  | [ 216 ] |
| International Online Cinema Awards                  | Najlepsza piosenka                                                              | „All the Stars” – Kendrick Lamar & SZA                                                                                                 | Nominacja  | [ 216 ] |
| International Online Cinema Awards                  | Najlepsza charakteryzacja                                                       | Camille Friend, Joel Harlow, Ken Diaz                                                                                                  | Nominacja  | [ 216 ] |
| Nagroda Akademii Filmowej                           | Najlepszy film                                                                  | Czarna Pantera | Nominacja  | [ 217 ] |
| Nagroda Akademii Filmowej                           | Najlepsza muzyka                                                                | Ludwig Göransson | Wygrana    | [ 217 ] |
| Nagroda Akademii Filmowej                           | Najlepsza piosenka oryginalna                                                   | „All the Stars” – muzyka: Kendrick Lamar, Mark Spears i Anthony Tiffith; słowa: Kendrick Lamar, SZA i Anthony Tiffith                  | Nominacja  | [ 217 ] |
| Nagroda Akademii Filmowej                           | Najlepsze kostiumy                                                              | Ruth E. Carter | Wygrana    | [ 217 ] |
| Nagroda Akademii Filmowej                           | Najlepsza scenografia                                                           | Hannah Beachler, Jay Hart | Wygrana    | [ 217 ] |
| Nagroda Akademii Filmowej                           | Najlepszy dźwięk                                                                | Peter J. Devlin, Steve Boeddeker, Brandon Proctor                                                                                      | Nominacja  | [ 217 ] |
| Nagroda Akademii Filmowej                           | Najlepszy montaż dźwięku                                                        | Benjamin A. Burtt, Steve Boeddeker | Nominacja  | [ 217 ] |
| Golden Schmoes Awards                               | Ulubiony film roku                                                              | Czarna Pantera | Nominacja  | [ 218 ] |
| Golden Schmoes Awards                               | Najbardziej przeceniony film                                                    | Czarna Pantera | Wygrana    | [ 218 ] |
| Golden Schmoes Awards                               | Najlepszy film fantastycznonaukowy                                              | Czarna Pantera | Nominacja  | [ 218 ] |
| Golden Schmoes Awards                               | Najlepsze efekty specjalne                                                      | Czarna Pantera | Nominacja  | [ 218 ] |
| Golden Schmoes Awards                               | Najlepsza muzyka                                                                | Czarna Pantera | Nominacja  | [ 218 ] |
| Golden Schmoes Awards                               | Ulubiony plakat filmowy                                                         | Czarna Pantera | Nominacja  | [ 218 ] |
| Golden Schmoes Awards                               | Najlepsze wydanie blu-ray                                                       | Czarna Pantera | Nominacja  | [ 218 ] |
| Golden Schmoes Awards                               | Najlepsza reżyseria                                                             | Ryan Coogler | Nominacja  | [ 218 ] |
| Golden Schmoes Awards                               | Najlepszy aktor drugoplanowy                                                    | Michael B. Jordan | Nominacja  | [ 218 ] |
| Golden Schmoes Awards                               | Najlepsza przełomowa rola                                                       | Letitia Wright | Nominacja  | [ 218 ] |
| Golden Schmoes Awards                               | Najfajniejsza postać                                                            | Michael B. Jordan – Killmonger | Nominacja  | [ 218 ] |
| Golden Schmoes Awards                               | Najlepszy tekst w filmie                                                        | Czarna Pantera – „Wakanda Forever!” | Nominacja  | [ 218 ] |
| Golden Schmoes Awards                               | Najlepszy tekst w filmie                                                        | Czarna Pantera – „Bury me in the ocean with my ancestors that jumped from the ships, because they knew death was better than bondage.” | Nominacja  | [ 218 ] |
| Juno Awards                                         | Singiel roku                                                                    | „Pray for Me” – The Weeknd & Kendrick Lamar                                                                                            | Nominacja  | [ 219 ] |
| Kids’ Choice Awards                                 | Ulubiony film                                                                   | Czarna Pantera | Nominacja  | [ 220 ] |
| Kids’ Choice Awards                                 | Ulubiony aktor filmowy                                                          | Chadwick Boseman | Nominacja  | [ 220 ] |
| Kids’ Choice Awards                                 | Ulubiony superbohater                                                           | Chadwick Boseman | Nominacja  | [ 220 ] |
| Kids’ Choice Awards                                 | Ulubiona aktorka filmowa                                                        | Lupita Nyong’o | Nominacja  | [ 220 ] |
| Kids’ Choice Awards                                 | Ulubiony bohater                                                                | Danai Gurira | Nominacja  | [ 220 ] |
| NAACP Image Awards                                  | Najlepszy film                                                                  | Czarna Pantera | Wygrana    | [ 221 ] |
| NAACP Image Awards                                  | Najlepszy filmowy zespół aktorski                                               | Czarna Pantera | Wygrana    | [ 221 ] |
| NAACP Image Awards                                  | Najlepsza reżysera w filmie                                                     | Ryan Coogler | Wygrana    | [ 221 ] |
| NAACP Image Awards                                  | Entertainer of the Year                                                         | Ryan Coogler | Nominacja  | [ 221 ] |
| NAACP Image Awards                                  | Najlepszy scenariusz filmowy                                                    | Ryan Coogler, Joe Robert Cole | Wygrana    | [ 221 ] |
| NAACP Image Awards                                  | Najlepszy aktor filmowy                                                         | Chadwick Boseman | Wygrana    | [ 221 ] |
| NAACP Image Awards                                  | Najlepszy drugoplanowy aktor filmowy                                            | Michael B. Jordan | Wygrana    | [ 221 ] |
| NAACP Image Awards                                  | Najlepszy drugoplanowy aktor filmowy                                            | Winston Duke | Nominacja  | [ 221 ] |
| NAACP Image Awards                                  | Najlepsza drugoplanowa aktorka filmowa                                          | Lupita Nyong’o | Nominacja  | [ 221 ] |
| NAACP Image Awards                                  | Najlepsza drugoplanowa aktorka filmowa                                          | Danai Gurira | Wygrana    | [ 221 ] |
| NAACP Image Awards                                  | Najlepsza drugoplanowa aktorka filmowa                                          | Letitia Wright | Nominacja  | [ 221 ] |
| NAACP Image Awards                                  | Najlepszy przełomowy wytęp w filmie                                             | Letitia Wright | Wygrana    | [ 221 ] |
| NAACP Image Awards                                  | Najlepszy przełomowy wytęp w filmie                                             | Winston Duke | Nominacja  | [ 221 ] |
| NAACP Image Awards                                  | Najlepszy duet, zespół lub współpraca muzyczna                                  | „All the Stars” – Kendrick Lamar & SZA                                                                                                 | Wygrana    | [ 221 ] |
| NAACP Image Awards                                  | Najlepszy teledysk                                                              | „All the Stars” – Kendrick Lamar & SZA                                                                                                 | Nominacja  | [ 221 ] |
| NAACP Image Awards                                  | Najlepszy soundtrack                                                            | Black Panther: The Album | Wygrana    | [ 221 ] |
| Nebula Awards                                       | Nagroda im. Raya Bradbury’ego za Wyjątkową Prezentację Dramatyczną              | Czarna Pantera – Ryan Coogler, Joe Robert Cole                                                                                         | Nominacja  | [ 222 ] |

## Kontynuacja
Chadwick Boseman, Danai Gurira i Letitia Wright powtórzyli swoje role w filmach Avengers: Wojna bez granic z 2018 i Avengers: Koniec gry z 2019 roku.
Zaraz po premierze pierwszej części w 2018 roku Kevin Feige poinformował, że planowana jest kontynuacja i chciałby, aby Ryan Coogler również nad nią pracował. W październiku potwierdzono, że powróci on na stanowisko reżysera i napisze scenariusz. W lipcu 2019 roku podczas San Diego Comic-Conu Feige potwierdził, że planowana jest druga część. Natomiast miesiąc później, podczas D23 Expo, oficjalnie zapowiedziano film. Premiera Czarna Pantera: Wakanda w moim sercu miała premierę w 2022 roku. Boseman miał powrócić w tytułowej roli, jednak aktor zmarł wskutek nowotworu, z którym toczył czteroletnią walkę. Gurira, Wright, Lupita Nyong’o, Martin Freeman, Winston Duke i Angela Bassett powtórzyli swoje role w sequelu.
Na początku lutego 2021 roku ujawniono, że w przygotowaniu jest serial dla Disney+, którego akcja umiejscowiona ma być w Wakandzie. Odpowiadać ma za niego Coogler.